# Championnat de France de hockey sur glace 2015-2016
Saison précédente Saison suivante
La saison 2015-2016 est la 95e saison du championnat de France de hockey sur glace.
En Ligue Magnus, la saison régulière est remportée par les Rapaces de Gap devant le Gamyo Épinal. En play-offs, les 3 premiers quarts de finale respectent la logique sportive de la saison régulière, les 3 premiers du classement Gap (1er), Épinal (2e) et Angers (3e) l'emportant tous 4 à 1 dans leur série respectivement face à Strasbourg (8e), Amiens (7e) et Brest (6e) pour passer en demi-finales ; dans le choc opposant Grenoble (4e) à Rouen (5e) pour le compte du dernier quart de finale, malgré l'avantage de la glace aux Brûleurs de Loup, les Dragons remportent la série 4 à 1 également, grâce notamment à 3 victoires à l'extérieur. À noter que ces 8 équipes sont à ce stade d'ores et déjà qualifiées sportivement pour la prochaine saison de Ligue Magnus.
En demi-finales, Gap rencontre Rouen, et Épinal est opposé à Angers. Rouen, encore une fois privé de l'avantage de la glace, s'impose 4 à 2 dans la série face aux champions en titre, après notamment un match 6 où, menés 0-5 à domicile à la mi-match, ils l'emporteront 7-6 en prolongations. Gap perd de fait son titre. Dans l'autre demi-finale, revanche de celle de l'année précédente avec avantage de la glace à Épinal cette fois-ci, la série va jusqu'au bout des 7 matches, les 2 équipes se rendant coup pour coup. Angers l'emporte finalement au bout du suspense, avec 2 dernières victoires aux tirs de fusillade. En finale, les Dragons de Rouen, toujours sans l'avantage de la glace, remportent facilement la série par 4 matches à rien, décrochant par là-même leur 14e titre de champion, après une saison pleine (Match des Champions, Coupe de France, Coupe Continentale).
En bas de classement, Bordeaux (9e), Chamonix (10e), Briançon (11e), Lyon (12e), Morzine (13e) et Dijon (14e) disputent la poule de maintien, à l'issue de laquelle Bordeaux, Chamonix et Dijon assurent sportivement leur maintien direct. Lyon et Briançon, respectivement avant-dernier et dernier de la poule de maintien, sont quant à eux sportivement relégués en Division 1 pour la saison suivante. Morzine passe par un barrage face au champion de Division 1, les Aigles de Nice, avant de pouvoir assurer sportivement son maintien également.
Lors de l'intersaison, les clubs des Chamois de Chamonix et des Pingouins de Morzine fusionnent. En conséquence, les Aigles de Nice sont alors promus en Ligue Magnus pour la saison 2016-2017 afin de prendre la place laissée vacante.
De même, à la suite du désengagement du club des Albatros de Brest, initialement maintenu, de la Ligue Magnus pour la saison 2016-2017, les Lions de Lyon, initialement relégués en Division 1, sont repêchés.
En Division 1, les Aigles de Nice, premiers de la saison régulière de Division 1, remportent le championnat grâce à leur victoire 3-2 en finale des play-offs face à l'Hormadi Anglet mais échouent lors du barrage d'accession face à Morzine. Les Yétis du Mont-Blanc et les Bélougas de Toulouse-Blagnac descendent directement en Division 2. Les Coqs de Courbevoie se maintiennent en Division 1 en disposant en barrage des Sangliers Arvernes de Clermont, champions de Division 2, mais ils sont finalement rétrogradés en Division 3 en fin de saison pour cause de problèmes financiers.
À la suite de la fusion de Chamonix et Morzine en Ligue Magnus, les Sangliers Arvernes de Clermont sont finalement promus en Division 1 pour la saison 2016-2017 afin de prendre la place laissée vacante par la montée administrative des Aigles de Nice en Ligue Magnus.
Clermont-Ferrand est sacré champion de Division 2 en disposant des Jokers de Cergy-Pontoise 2-0 en finale. Les deux équipes avaient terminé premières de leurs poules respectives lors de la saison régulière. Strasbourg II perd sa série de play-down face aux Spartiates de Marseille qui assurent alors leur maintien, puis est battu en barrage par Montpellier, qui accède ainsi à la Division 2, reléguant Strasbourg II en Division 3.
À la suite de la fusion de Chamonix et Morzine en Ligue Magnus, Strasbourg II, initialement relégué en Division 3, est finalement maintenu en Division 2 pour la saison 2016-2017 afin de prendre la place laissée vacante par la montée administrative des Sangliers Arvernes de Clermont en Division 1.
Montpellier, qui a été sacré champion de Division 3 lors du carré final devant Châlons-en-Champagne, est la seule équipe promue sportivement lors de cette saison, tous championnats confondus, grâce à sa victoire en barrage d'accession sur Strasbourg II.
Après la fin de la saison, les Taureaux de Feu de Limoges II, les Coqs de Courbevoie II, les Corsaires de Dunkerque II, l'Entente Deuil-Garges et les Lynx de Valence II cessent leurs activités.

## Règlement
Il s'applique pour toutes les divisions.

### Points
Pour cette saison, l'assemblée générale de la FFHG a entériné le changement d'attribution des points. Précédemment, une victoire, qu'elle soit lors du temps réglementaire, après prolongations ou tirs au but, rapportait deux points.
Désormais, les points seront attribués de la façon suivante :
- victoire dans le temps règlementaire : 3 points ;
- victoire en prolongation ou aux tirs au but : 2 points ;
- défaite en prolongation ou aux tirs au but : 1 point ;
- défaite dans le temps règlementaire : 0 point.

### Classements
Les équipes sont classées en fonction du nombre de points qu'elles ont enregistré. En cas d'égalité, les critères suivants sont appliqués :
1. Nombre de points dans les rencontres directes ;
2. Nombre de matchs perdus par forfait ;
3. Différence de buts entre les équipes concernées (une série de tirs au but ne compte que pour un seul but) ;
4. Différence de buts générale ;
5. Quotient général (buts marqués divisés par buts encaissés) ;
6. Nombre de buts marqués lors de tous les matchs de la poule ;
7. Si après avoir épuisé tous ces critères, deux équipes sont toujours à égalité, un match de barrage est alors organisé sur terrain neutre (avec prolongation en mort subite si nécessaire et une séance de tirs au but s'il y a toujours égalité après la prolongation).

## Ligue Magnus

### Formule de la saison
La saison régulière se joue du 19 septembre 2015 au 6 février 2016. Réunies au sein d'une poule unique, les 14 équipes se rencontrent en matchs aller-retour.
À l'issue de cette première phase, les 8 premiers se qualifient pour les séries éliminatoires, du 19 février 2016 au 5 avril 2016, jouées au meilleur des 7 matches.
Les 6 autres équipes jouent une phase de relégation, entre le 20 février 2016 et le 26 mars 2016.

### Équipes engagées
| Amiens Angers Brest Briançon Bordeaux Chamonix Dijon Épinal Gap Grenoble Morzine-Avoriaz-Les Gets Rouen Strasbourg Lyon |

Les équipes engagées en Ligue Magnus sont au nombre de quatorze :
| Équipe                                | Patinoire                    | Capacité      | En Ligue Magnus depuis          |
| ------------------------------------- | ---------------------------- | ------------- | ------------------------------- |
| Gothiques d'Amiens                    | Coliseum                     | 2 882 à 3 400 | 2004-2005                       |
| Ducs d'Angers                         | Patinoire du Haras           | 1 000         | 2004-2005                       |
| Boxers de Bordeaux                    | Patinoire de Mériadeck       | 3 200         | 2015-2016 (promu de Division 1) |
| Albatros de Brest                     | Rinkla Stadium               | 1 200         | 2013-2014                       |
| Diables rouges de Briançon            | Patinoire René Froger        | 2 300         | 2004-2005                       |
| Chamois de Chamonix                   | Centre sportif Richard-Bozon | 1 700         | 2005-2006                       |
| Ducs de Dijon                         | Patinoire Trimolet           | 1 200         | 2004-2005                       |
| Gamyo Épinal                          | Patinoire de Poissompré      | 1 788         | 2004-2005                       |
| Rapaces de Gap                        | Alp'Arena                    | 2 400         | 2009-2010                       |
| Brûleurs de loups de Grenoble         | Patinoire Pôle Sud           | 3 496         | 2004-2005                       |
| Lions de Lyon                         | Patinoire Charlemagne        | 4 200         | 2014-2015                       |
| Pingouins de Morzine-Avoriaz-Les Gets | Škoda Arena                  | 1 280         | 2004-2005                       |
| Dragons de Rouen                      | Île Lacroix                  | 2 747         | 2004-2005                       |
| Étoile noire de Strasbourg            | L'Iceberg                    | 1 200 à 2 400 | 2006-2007                       |

Le 30 juillet, la FFHG a refusé d’entériner l'engagement définitif du Gamyo Épinal pour des raisons financières. Le club a fait appel devant le CNOSF qui a finalement validé la participation de l’équipe le 19 août,.

### Saison régulière

#### Résultats
Le score de l'équipe à domicile, située dans la colonne de gauche, est inscrit en premier.
| Résultats (▼dom., ►ext.)                                           | AMI     | ANG     | BOR | BRE     | BRI     | CHA    | DIJ     | EPI     | GAP    | GRE     | LYO    | MOR     | ROU     | STR     |
| Amiens                                                             |         | 5-1     | 5-4 | 1-4     | 5-2     | 2-0    | 3-4 Pr. | 3-1     | 2-4    | 6-2     | 3-0    | 3-2     | 8-6     | 3-4 Pr. |
| Angers                                                             | 5-4     |         | 3-5 | 4-1     | 5-2     | 6-2    | 4-3     | 3-4     | 6-4    | 1-5     | 6-3    | 6-3     | 5-3     | 6-1     |
| Bordeaux                                                           | 5-6 Pr. | 3-5     |     | 6-3     | 3-1     | 4-3 TF | 4-3     | 1-2 Pr. | 1-4    | 1-3     | 3-2 TF | 1-5     | 2-1 TF  | 3-4     |
| Brest                                                              | 2-1     | 2-4     | 0-7 |         | 5-2     | 6-5    | 4-3 Pr. | 0-3     | 1-5    | 3-2 Pr. | 2-0    | 5-4     | 2-7     | 3-2     |
| Briançon                                                           | 4-1     | 2-7     | 2-4 | 3-5     |         | 3-6    | 4-3     | 3-4 Pr. | 2-1    | 4-3 TF  | 8-1    | 1-3     | 1-4     | 4-5     |
| Chamonix                                                           | 0-3     | 0-3     | 5-0 | 2-3     | 4-3     |        | 7-5     | 2-3 Pr. | 2-3 TF | 3-4     | 3-1    | 4-0     | 0-2     | 4-1     |
| Dijon                                                              | 1-4     | 2-5     | 2-4 | 2-3     | 6-4     | 3-2    |         | 2-4     | 2-5    | 1-6     | 0-4    | 3-4 Pr. | 6-4     | 2-4     |
| Épinal                                                             | 4-3     | 7-2     | 7-5 | 1-2     | 4-3 Pr. | 5-3    | 5-1     |         | 5-2    | 4-3     | 6-2    | 5-2     | 3-1     | 4-3     |
| Gap                                                                | 7-6     | 1-3     | 5-2 | 3-2     | 3-2     | 5-2    | 6-4     | 4-3     |        | 5-4 Pr. | 5-3    | 5-2     | 5-6 Pr. | 3-2 TF  |
| Grenoble                                                           | 7-4     | 4-3     | 7-2 | 1-4     | 7-1     | 4-7    | 3-1     | 1-0 TF  | 9-4    |         | 4-1    | 6-1     | 1-4     | 3-4     |
| Lyon                                                               | 2-3     | 2-5     | 2-6 | 2-3 Pr. | 2-3 Pr. | 3-0    | 4-3     | 5-4     | 0-3    | 3-5     |        | 8-4     | 1-8     | 3-2     |
| Morzine-Avoriaz-Les Gets                                           | 6-2     | 2-5     | 0-5 | 4-1     | 3-5     | 4-1    | 2-3 Pr. | 3-4 Pr. | 1-4    | 4-8     | 5-6 TF |         | 1-2     | 0-3     |
| Rouen                                                              | 5-0     | 9-3     | 4-2 | 4-1     | 5-4     | 5-3    | 1-6     | 2-4     | 3-4    | 2-5     | 6-2    | 8-2     |         | 7-1     |
| Strasbourg                                                         | 5-3     | 5-4 Pr. | 5-4 | 4-5 Pr. | 2-3     | 3-1    | 3-2 Pr. | 3-4     | 1-6    | 2-3     | 7-5    | 3-2     | 1-5     |         |
| - Victoire à domicile - Victoire à l'extérieur - Match non disputé |         |         |     |         |         |        |         |         |        |         |        |         |         |         |

Pr. : Prolongation    -    TF : Tirs de fusillade

#### Classement
| Clt   | Équipe                   | PJ | V  | VP | D  | DP | BP  | BC  | Diff | Pts     |
| ----- | ------------------------ | -- | -- | -- | -- | -- | --- | --- | ---- | ------- |
| +001, | Gap                      | 26 | 17 | 3  | 5  | 1  | 106 | 76  | +30  | 58      |
| +002, | Épinal                   | 26 | 16 | 5  | 4  | 1  | 100 | 64  | +36  | 56 (-3) |
| +003, | Angers                   | 26 | 18 | 0  | 7  | 1  | 110 | 84  | +26  | 55      |
| +004, | Grenoble                 | 26 | 16 | 1  | 6  | 3  | 110 | 75  | +35  | 53      |
| +005, | Rouen                    | 26 | 16 | 1  | 8  | 1  | 114 | 73  | +41  | 51      |
| +006, | Brest                    | 26 | 12 | 4  | 10 | 0  | 72  | 82  | -10  | 44      |
| +007, | Amiens                   | 26 | 12 | 1  | 11 | 2  | 89  | 87  | +2   | 40      |
| +008, | Strasbourg               | 26 | 10 | 3  | 11 | 2  | 80  | 92  | -12  | 38      |
| +009, | Bordeaux                 | 26 | 9  | 3  | 12 | 2  | 87  | 89  | -2   | 35      |
| +010, | Chamonix                 | 26 | 8  | 0  | 15 | 3  | 71  | 84  | -13  | 27      |
| +011, | Briançon                 | 26 | 6  | 2  | 16 | 2  | 76  | 101 | -25  | 24      |
| +012, | Lyon                     | 26 | 6  | 1  | 16 | 3  | 67  | 107 | -40  | 23      |
| +013, | Morzine-Avoriaz-Les Gets | 26 | 5  | 1  | 17 | 3  | 69  | 107 | -38  | 20      |
| +014, | Dijon                    | 26 | 4  | 2  | 17 | 3  | 73  | 103 | -30  | 19      |

- Meilleure équipe de la saison régulière, qualifié pour les séries
- Qualifié pour les séries
- Dispute la poule de maintien

Date de mise à jour : 6 février 2016

#### Évolution du classement
| Journées → | 1  | 2  | 3  | 4  | 5  | 6  | 7  | 8  | 9  | 10 | 11 | 12 | 13 | 14 | 15 | 16 | 17 | 18 | 19 | 20 | 21 | 22 | 23 | 24 | 25 | 26 | en tête | en poule de maintien |
| Clubs ↓    |    |    |    |    |    |    |    |    |    |    |    |    |    |    |    |    |    |    |    |    |    |    |    |    |    |    |         |                      |
| ---------- | -- | -- | -- | -- | -- | -- | -- | -- | -- | -- | -- | -- | -- | -- | -- | -- | -- | -- | -- | -- | -- | -- | -- | -- | -- | -- | ------- | -------------------- |
| Amiens     | 8  | 8  | 9  | 8  | 10 | 7  | 8  | 9  | 10 | 8  | 7  | 7  | 7  | 8  | 8  | 8  | 8  | 7  | 8  | 8  | 8  | 8  | 8  | 7  | 7  | 7  |         | 4                    |
| Angers     | 2  | 4  | 2  | 7  | 3  | 2  | 2  | 1  | 1  | 3  | 4  | 3  | 2  | 2  | 4  | 3  | 4  | 5  | 4  | 4  | 3  | 3  | 3  | 3  | 3  | 3  | 2       |                      |
| Bordeaux   | 3  | 2  | 5  | 4  | 2  | 4  | 6  | 7  | 8  | 9  | 8  | 8  | 9  | 9  | 11 | 11 | 11 | 9  | 10 | 10 | 9  | 9  | 9  | 9  | 9  | 9  |         | 15                   |
| Brest      | 12 | 10 | 6  | 5  | 6  | 9  | 9  | 8  | 7  | 6  | 6  | 6  | 6  | 6  | 6  | 6  | 6  | 6  | 6  | 6  | 6  | 6  | 6  | 6  | 6  | 6  |         | 4                    |
| Briançon   | 11 | 12 | 14 | 14 | 12 | 11 | 10 | 12 | 11 | 11 | 10 | 9  | 10 | 10 | 9  | 9  | 9  | 10 | 11 | 11 | 12 | 12 | 12 | 12 | 11 | 11 |         | 26                   |
| Chamonix   | 4  | 9  | 10 | 11 | 13 | 13 | 12 | 11 | 12 | 12 | 12 | 12 | 12 | 12 | 12 | 12 | 13 | 12 | 12 | 12 | 11 | 10 | 10 | 10 | 10 | 10 |         | 25                   |
| Dijon      | 10 | 13 | 12 | 12 | 14 | 14 | 14 | 14 | 14 | 14 | 13 | 13 | 13 | 13 | 14 | 13 | 14 | 13 | 13 | 13 | 13 | 13 | 13 | 14 | 14 | 14 |         | 26                   |
| Épinal     | 14 | 11 | 11 | 10 | 9  | 6  | 3  | 3  | 3  | 2  | 1  | 1  | 1  | 1  | 1  | 1  | 1  | 1  | 1  | 1  | 1  | 1  | 2  | 2  | 2  | 2  | 12      | 5                    |
| Gap        | 7  | 6  | 7  | 6  | 7  | 5  | 4  | 5  | 4  | 4  | 5  | 4  | 3  | 3  | 2  | 2  | 2  | 2  | 2  | 2  | 2  | 2  | 1  | 1  | 1  | 1  | 4       |                      |
| Grenoble   | 9  | 7  | 4  | 3  | 5  | 3  | 5  | 4  | 5  | 5  | 3  | 2  | 5  | 5  | 5  | 5  | 5  | 4  | 3  | 3  | 4  | 4  | 4  | 4  | 4  | 4  |         | 1                    |
| Lyon       | 6  | 5  | 8  | 9  | 8  | 10 | 11 | 10 | 9  | 10 | 11 | 11 | 11 | 11 | 10 | 10 | 10 | 11 | 9  | 9  | 10 | 11 | 11 | 11 | 12 | 12 |         | 22                   |
| Morzine    | 13 | 14 | 13 | 13 | 11 | 12 | 13 | 13 | 13 | 13 | 14 | 14 | 14 | 14 | 13 | 14 | 12 | 14 | 14 | 14 | 14 | 14 | 14 | 13 | 13 | 13 |         | 26                   |
| Rouen      | 1  | 1  | 1  | 2  | 1  | 1  | 1  | 2  | 2  | 1  | 2  | 5  | 4  | 4  | 3  | 4  | 3  | 3  | 5  | 5  | 5  | 5  | 5  | 5  | 5  | 5  | 7       |                      |
| Strasbourg | 5  | 3  | 3  | 1  | 4  | 8  | 7  | 6  | 6  | 7  | 9  | 10 | 8  | 7  | 7  | 7  | 7  | 8  | 7  | 7  | 7  | 7  | 7  | 8  | 8  | 8  | 1       | 2                    |

- 1er (et qualifié pour les séries)
- Qualifié pour les séries
- Dispute la poule de maintien

#### Statistiques individuelles
Pour les significations des abréviations, voir statistiques du hockey sur glace.

Mise à jour : 7 février 2016 — Fin de saison régulière
| Classt | Joueur            | Équipe                        | PJ | B  | A  | Pts | Pun |
| ------ | ----------------- | ----------------------------- | -- | -- | -- | --- | --- |
| 1      | Maxime Lacroix    | Ducs d'Angers                 | 26 | 22 | 25 | 47  | 14  |
| 2      | Éric Chouinard    | Brûleurs de loups de Grenoble | 26 | 23 | 20 | 43  | 8   |
| 3      | Joël Champagne    | Gothiques d'Amiens            | 25 | 16 | 26 | 42  | 38  |
| 4      | Ken Ograjenšek    | Gamyo Épinal                  | 26 | 16 | 19 | 35  | 18  |
| 5      | Jason Krog        | Dragons de Rouen              | 26 | 10 | 24 | 34  | 6   |
| 5      | Marc-André Thinel | Dragons de Rouen              | 26 | 14 | 20 | 34  | 22  |

| Clt | Joueur           | Équipe                        | PJ | Min           | BC | Moy  | %Arr | Bl |
| --- | ---------------- | ----------------------------- | -- | ------------- | -- | ---- | ---- | -- |
| 1   | Andrej Hočevar   | Gamyo Épinal                  | 23 | 1373 min 50 s | 52 | 2,27 | 92,5 | 2  |
| 2   | Ervīns Muštukovs | Brûleurs de loups de Grenoble | 17 | 1043 min 17 s | 43 | 2,47 | 92,3 | 1  |
| 3   | Raphaël Girard   | Ducs d'Angers                 | 12 | 692 min 48 s  | 30 | 2,60 | 91,0 | 0  |
| 3   | Dany Sabourin    | Dragons de Rouen              | 24 | 1442 min 3 s  | 65 | 2,70 | 89,3 | 2  |
| 4   | Mosher Evan      | Rapaces de Gap                | 20 | 1175 min 19 s | 53 | 2,71 | 90,2 | 1  |

#### Affluences
| Club                                  | Affluence totale | Moy   | % de remplissage |
| ------------------------------------- | ---------------- | ----- | ---------------- |
| Gothiques d'Amiens                    | 37 635           | 2 895 | 85 %             |
| Ducs d'Angers                         | 12 963           | 997   | 97 %             |
| Boxers de Bordeaux                    | 38 408           | 2 954 | 92 %             |
| Albatros de Brest                     | 12 646           | 972   | 89 %             |
| Diables rouges de Briançon            | 19 931           | 1 533 | 67 %             |
| Chamois de Chamonix                   | 13 593           | 1 045 | 61 %             |
| Ducs de Dijon                         | 9 194            | 707   | 71 %             |
| Gamyo Épinal                          | 21 728           | 1 671 | 93 %             |
| Rapaces de Gap                        | 27 362           | 2 104 | 75 %             |
| Brûleurs de loups de Grenoble         | 39 410           | 3 031 | 87 %             |
| Lions de Lyon                         | 36 499           | 2 807 | 67 %             |
| Pingouins de Morzine-Avoriaz-Les Gets | 12 750           | 980   | 77 %             |
| Dragons de Rouen                      | 33 642           | 2 587 | 94 %             |
| Étoile noire de Strasbourg            | 16 774           | 1 290 | 54 %             |
| Total                                 | 332 535          | 1 827 |                  |

### Séries éliminatoires

#### Format
Le format des séries éliminatoires est le suivant, :
- Toutes les séries se jouent au meilleur des 7 matches (quarts de finale, demi-finales, finale)[4].
- Chaque match devant déterminer un vainqueur, il y a une prolongation de 10 minutes en mort subite en cas de match nul à l'issue du temps réglementaire. S'il n'y a toujours pas eu de but, une séance de tirs au but a lieu.
- En quart de finale, les équipes se rencontrent dans un ordre prédéfini : le 1er de la saison régulière rencontre le 8e de la saison régulière ; le 2e rencontre le 7e ; le 3e rencontre le 6e ; le 4e rencontre le 5e.
- Les vainqueurs se retrouvent en demi-finales où l'organisation est similaire à celle des quarts de finale : le mieux classé contre le moins bien classé, etc.

#### Tableau
|  | Quarts de finale | Quarts de finale              | Quarts de finale | Quarts de finale |   |                  | Demi-finales | Demi-finales | Demi-finales | Demi-finales |  |  | Finale | Finale | Finale | Finale |
|  |                  |                               |                  |                  |   |                  |              |              |              |              |  |  |        |        |        |        |
|  |                  |                               |                  |                  |   |                  |              |              |              |              |  |  |        |        |        |        |
|  |                  |                               |                  |                  |   |                  |              |              |              |              |  |  |        |        |        |        |
|  | 1                | Rapaces de Gap                | 4                | 4                |   |                  |              |              |              |              |  |  |        |        |        |        |
|  | 1                | Rapaces de Gap                | 4                | 4                |   |                  |              |              |              |              |  |  |        |        |        |        |
|  | 8                | Étoile noire de Strasbourg    | 1                | 1                |   |                  |              |              |              |              |  |  |        |        |        |        |
|  | 8                | Étoile noire de Strasbourg    | 1                | 1                | 1 | Rapaces de Gap   | 2            | 2            |              |              |  |  |        |        |        |        |
|  |                  |                               |                  |                  | 1 | Rapaces de Gap   | 2            | 2            |              |              |  |  |        |        |        |        |
|  |                  |                               | 5                | Dragons de Rouen | 4 | 4                |              |              |              |              |  |  |        |        |        |        |
|  | 4                | Brûleurs de loups de Grenoble | 5                | Dragons de Rouen | 4 | 4                | 1            | 1            |              |              |  |  |        |        |        |        |
|  | 4                | Brûleurs de loups de Grenoble |                  |                  |   |                  |              | 1            |              |              |  |  |        |        |        |        |
|  | 5                | Dragons de Rouen              | 4                | 4                |   |                  |              |              |              |              |  |  |        |        |        |        |
|  | 5                | Dragons de Rouen              | 4                | 4                | 5 | Dragons de Rouen | 4            | 4            |              |              |  |  |        |        |        |        |
|  |                  |                               |                  |                  | 5 | Dragons de Rouen | 4            | 4            |              |              |  |  |        |        |        |        |
|  |                  |                               | 3                | Ducs d'Angers    | 0 | 0                |              |              |              |              |  |  |        |        |        |        |
|  | 2                | Gamyo Épinal                  | 3                | Ducs d'Angers    | 0 | 0                | 4            | 4            |              |              |  |  |        |        |        |        |
|  | 2                | Gamyo Épinal                  |                  |                  |   |                  |              |              |              |              |  |  |        |        |        |        |
|  | 7                | Gothiques d'Amiens            | 1                | 1                |   |                  |              |              |              |              |  |  |        |        |        |        |
|  | 7                | Gothiques d'Amiens            | 1                | 1                | 2 | Gamyo Épinal     | 3            | 3            |              |              |  |  |        |        |        |        |
|  |                  |                               |                  |                  | 2 | Gamyo Épinal     | 3            | 3            |              |              |  |  |        |        |        |        |
|  |                  |                               | 3                | Ducs d'Angers    | 4 | 4                |              |              |              |              |  |  |        |        |        |        |
|  | 3                | Ducs d'Angers                 | 3                | Ducs d'Angers    | 4 | 4                | 4            | 4            |              |              |  |  |        |        |        |        |
|  | 3                | Ducs d'Angers                 |                  |                  |   |                  |              | 4            |              |              |  |  |        |        |        |        |
|  | 6                | Albatros de Brest             | 1                | 1                |   |                  |              |              |              |              |  |  |        |        |        |        |
|  | 6                | Albatros de Brest             | 1                | 1                |   |                  |              |              |              |              |  |  |        |        |        |        |
|  |                  |                               |                  |                  |   |                  |              |              |              |              |  |  |        |        |        |        |

### Poule de maintien
Les six derniers de la saison régulière s'affrontent dans une poule de relégation sous le format d'un mini-championnat en matches aller-retour. Les résultats des confrontations entre chaque équipe durant la saison régulière sont conservés. À l'issue de ces confrontations, les 2 derniers sont relégués en Division 1 tandis que l'antépénultième (le 4e) est opposé en barrage au vainqueur de la Division 1 dans une série au meilleur des 3 matches pour l'attribution de la dernière place en Ligue Magnus la saison suivante,.

#### Résultats
Le score de l'équipe à domicile, située dans la colonne de gauche, est inscrit en premier.
| Bilan de la saison régulière | BOR | BRI     | CHA    | DIJ     | LYO    | MOR     |
| Bordeaux                     |     | 3-1     | 4-3 TF | 4-3     | 3-2 TF | 1-5     |
| Briançon                     | 2-4 |         | 3-6    | 4-3     | 8-1    | 1-3     |
| Chamonix                     | 5-0 | 4-3     |        | 7-5     | 3-1    | 4-0     |
| Dijon                        | 2-4 | 6-4     | 3-2    |         | 0-4    | 3-4 Pr. |
| Lyon                         | 2-6 | 2-3 Pr. | 3-0    | 4-3     |        | 8-4     |
| Morzine-Avoriaz-Les Gets     | 0-5 | 3-5     | 4-1    | 2-3 Pr. | 5-6 TF |         |

| Résultats de la poule de maintien | BOR     | BRI    | CHA     | DIJ    | LYO     | MOR     |
| Bordeaux                          |         | 3-2 TF | 6-1     | 3-1    | 3-0     | 3-6     |
| Briançon                          | 2-1     |        | 4-5     | 1-3    | 5-4 Pr. | 5-2     |
| Chamonix                          | 2-3     | 4-1    |         | 1-2 TF | 6-4     | 2-1 Pr. |
| Dijon                             | 3-4 Pr. | 4-1    | 4-1     |        | 7-4     | 7-3     |
| Lyon                              | 1-2 Pr. | 6-4    | 2-3 Pr. | 5-3    |         | 2-3     |
| Morzine-Avoriaz-Les Gets          | 1-0     | 4-0    | 5-6 Pr. | 1-2    | 3-4 Pr. |         |

Pr. : Prolongation    -    TF : Tirs de fusillade

#### Classement
L'opération de départage des équipes à égalité de points à l’issue de la phase finale de maintien se fait exclusivement sur les résultats des matches de ladite phase, sans tenir compte des résultats de la saison régulière.
| Clt   | Équipe                   | PJ | V  | VP | D  | DP | BP | BC | Diff | Pts |
| ----- | ------------------------ | -- | -- | -- | -- | -- | -- | -- | ---- | --- |
| +009, | Bordeaux                 | 20 | 10 | 5  | 5  | 0  | 62 | 44 | +18  | 40  |
| +010, | Chamonix                 | 20 | 9  | 3  | 6  | 2  | 66 | 58 | +8   | 35  |
| +011, | Dijon                    | 20 | 8  | 2  | 8  | 2  | 67 | 63 | +4   | 30  |
| +012, | Morzine-Avoriaz-Les Gets | 20 | 7  | 1  | 7  | 5  | 59 | 68 | -10  | 28  |
| +013, | Lyon                     | 20 | 6  | 2  | 7  | 5  | 63 | 71 | -8   | 27  |
| +014, | Briançon                 | 20 | 5  | 2  | 12 | 1  | 59 | 71 | -12  | 20  |

- Maintien
- Dispute un barrage face au champion de Division 1
- Relégué en Division 1

Date de mise à jour : 29 mars 2016

#### Série de barrage
La série oppose Morzine 4e de la poule de maintien de Ligue Magnus, à Nice champion de Division 1, au meilleur des 3 matches et avec avantage de la glace à Morzine.
Le vainqueur se voit qualifié sportivement pour la prochaine saison de Ligue Magnus, le perdant pour celle de Division 1.

## Division 1

### Formule de la saison
La saison régulière se joue du 5 septembre 2015 au 27 février 2016. Les quatorze équipes sont réunies au sein d'une poule unique qui se joue en matches aller-retour.
Les huit premiers se qualifient pour les séries éliminatoires.
À la suite du passage de la Ligue Magnus à 12 clubs, les équipes classées de la neuvième à la douzième place à l'issue de la saison régulière disputent des séries pour le maintien, dont le perdant affronte en barrage le champion de Division 2 pour la dernière place en Division 1 la saison suivante.
Les équipes classées treizième et quatorzième de la saison régulière sont reléguées en Division 2.

### Équipes engagées
Les équipes engagées en Division 1 sont au nombre de 14.
- Hormadi Anglet
- Drakkars de Caen, relégué de Ligue Magnus
- Dogs de Cholet
- Coqs de Courbevoie
- Corsaires de Dunkerque
- Aigles de La Roche-sur-Yon, promu de Division 2
- Yétis du Mont-Blanc
- Scorpions de Mulhouse
- Corsaires de Nantes
- Bisons de Neuilly-sur-Marne
- Aigles de Nice
- Bélougas de Toulouse-Blagnac, repêché de Division 1[note 5]
- Remparts de Tours
- Bouquetins de Val-Vanoise, promu de Division 2

### Saison régulière

#### Résultats
Le score de l'équipe à domicile, située dans la colonne de gauche, est inscrit en premier.
| Résultats (▼dom., ►ext.)                                           | AGL     | CAE     | CHO     | COU     | DUN     | LRY     | M-B    | MUL    | NAN     | NEU     | NIC     | TLS  | TRS     | VAN    |
| Anglet                                                             |         | 8-0     | 2-4     | 5-3     | 7-6 Pr. | 4-5 Pr. | 5-4    | 4-1    | 8-1     | 4-3     | 2-5     | 5-1  | 6-2     | 17-2   |
| Caen                                                               | 2-3     |         | 0-5     | 4-2     | 4-2     | 3-2     | 5-2    | 3-0    | 6-2     | 6-1     | 2-5     | 13-0 | 5-2     | 8-3    |
| Cholet                                                             | 5-3     | 4-3 Pr. |         | 3-1     | 5-4 Pr. | 7-2     | 3-2    | 3-5    | 3-2 Pr. | 4-5 Pr. | 3-1     | 8-0  | 5-4     | 5-2    |
| Courbevoie                                                         | 6-7     | 5-2     | 4-8     |         | 1-6     | 4-5     | 4-3    | 4-5 TF | 4-1     | 2-6     | 5-6 Pr. | 7-1  | 5-2     | 5-3    |
| Dunkerque                                                          | 4-5 Pr. | 6-1     | 6-2     | 4-3     |         | 4-1     | 3-2    | 4-3    | 0-1     | 4-2     | 2-5     | 4-3  | 2-3 Pr. | 4-5 TF |
| La Roche-sur-Yon                                                   | 2-5     | 3-1     | 3-4     | 4-1     | 5-4 Pr. |         | 1-2    | 1-3    | 2-3     | 1-4     | 0-3     | 9-0  | 1-3     | 3-4    |
| Mont-Blanc                                                         | 0-5     | 4-7     | 3-4 Pr. | 6-2     | 2-3 Pr. | 3-2 Pr. |        | 0-5    | 7-5     | 1-6     | 1-5     | 6-4  | 5-3     | 1-5    |
| Mulhouse                                                           | 6-3     | 4-3     | 1-2     | 4-0     | 3-2     | 3-1     | 10-2   |        | 7-1     | 3-1     | 6-3     | 8-1  | 3-0     | 4-5    |
| Nantes                                                             | 5-3     | 4-5 TF  | 4-7     | 6-2     | 5-6 Pr. | 7-4     | 4-0    | 3-6    |         | 2-6     | 4-3 Pr. | 7-2  | 6-3     | 2-5    |
| Neuilly-sur-Marne                                                  | 1-3     | 5-2     | 5-2     | 5-4 Pr. | 2-1 Pr. | 1-2 TF  | 7-2    | 2-5    | 5-2     |         | 7-6 Pr. | 3-1  | 6-2     | 1-4    |
| Nice                                                               | 0-4     | 9-0     | 3-2     | 7-5     | 3-2 Pr. | 7-1     | 8-4    | 7-2    | 5-3     | 3-2     |         | 10-1 | 5-2     | 11-1   |
| Toulouse-Blagnac                                                   | 1-8     | 3-2     | 2-4     | 3-6     | 4-7     | 2-4     | 2-4    | 2-11   | 1-3     | 2-4     | 1-4     |      | 3-5     | 3-6    |
| Tours                                                              | 2-11    | 3-5     | 1-3     | 5-0     | 6-2     | 8-5     | 4-3    | 3-5    | 0-1     | 2-6     | 3-2 Pr. | 10-2 |         | 2-1    |
| Val-Vanoise                                                        | 2-4     | 5-3     | 4-5     | 3-7     | 3-6     | 1-3     | 3-2 TF | 5-6    | 7-8 Pr. | 3-7     | 3-5     | 3-0  | 6-0     |        |
| - Victoire à domicile - Victoire à l'extérieur - Match non disputé |         |         |         |         |         |         |        |        |         |         |         |      |         |        |

Pr. : Prolongation    -    TF : Tirs de fusillade

#### Classement
| Clt   | Équipe            | PJ | V  | VP | D  | DP | BP  | BC  | Diff | Pts |
| ----- | ----------------- | -- | -- | -- | -- | -- | --- | --- | ---- | --- |
| +001, | Nice              | 26 | 18 | 2  | 3  | 3  | 131 | 68  | +63  | 61  |
| +002, | Cholet            | 26 | 17 | 4  | 4  | 1  | 110 | 72  | +38  | 60  |
| +003, | Anglet            | 26 | 18 | 2  | 5  | 1  | 141 | 73  | +68  | 59  |
| +004, | Mulhouse          | 26 | 19 | 1  | 6  | 0  | 119 | 65  | +54  | 59  |
| +005, | Neuilly-sur-Marne | 26 | 13 | 4  | 8  | 1  | 103 | 73  | +30  | 48  |
| +006, | Dunkerque         | 26 | 11 | 2  | 5  | 8  | 98  | 86  | +12  | 45  |
| +007, | Caen              | 26 | 12 | 1  | 12 | 1  | 95  | 92  | +3   | 39  |
| +008, | Nantes            | 26 | 10 | 2  | 11 | 3  | 92  | 107 | -15  | 37  |
| +009, | Val-Vanoise       | 26 | 9  | 2  | 14 | 1  | 94  | 122 | -28  | 32  |
| +010, | Tours             | 26 | 8  | 2  | 16 | 0  | 80  | 104 | -24  | 28  |
| +011, | Courbevoie        | 26 | 8  | 0  | 15 | 3  | 92  | 114 | -22  | 27  |
| +012, | La Roche-sur-Yon  | 26 | 6  | 3  | 16 | 1  | 72  | 91  | -19  | 25  |
| +013, | Mont-Blanc        | 26 | 6  | 1  | 16 | 3  | 71  | 115 | -44  | 23  |
| +014, | Toulouse-Blagnac  | 26 | 1  | 0  | 25 | 0  | 45  | 161 | -116 | 3   |

- Qualifié pour les quarts de finale
- Dispute un play-down
- Relégué en Division 2

#### Meilleurs pointeurs
| Classt | Joueur           | Équipe                    | PJ | B  | A  | Pts | Pun |
| ------ | ---------------- | ------------------------- | -- | -- | -- | --- | --- |
| 1      | Jordan Draper    | Coqs de Courbevoie        | 25 | 21 | 26 | 47  | 60  |
| 2      | Vít Budínský     | Corsaires de Dunkerque    | 26 | 22 | 22 | 44  | 20  |
| 3      | Karl Léveillé    | Drakkars de Caen          | 26 | 29 | 14 | 43  | 14  |
| 3      | Michal Kapicka   | Scorpions de Mulhouse     | 26 | 15 | 28 | 43  | 36  |
| 5      | Martin Kalinovic | Bouquetins de Val-Vanoise | 26 | 19 | 23 | 42  | 30  |

Mise à jour : 28 février 2016

### Séries éliminatoires

#### Play-offs
Les 8 équipes les mieux classées à l'issue de la saison régulière sont qualifiées pour les quarts de finale des séries éliminatoires. Les quarts de finale et les demi-finales se disputent au meilleur des 3 matches tandis que la finale se dispute au meilleur des 5 matches. Le vainqueur de la finale est sacré champion de Division 1, et dispute un barrage face au 4e de la poule de maintien de Ligue Magnus dans une série au meilleur des 3 matches.
Le 1er match se déroule chez le moins bien classé de la saison régulière, le match retour et l'éventuel match d'appui se déroulent chez le mieux classé de la saison régulière. Pour la finale jouée sur 5 matches, les deux premiers sont joués chez l'équipe la mieux classée, les deux suivants chez la moins bien classée et le dernier chez la mieux classée.

##### Tableau
|  |                                              |                                              |                                              |                                              |                                              |                  |     |                                          |                                          |                                          |                                          |                                          |                |     |                                    |                                    |                                    |                                    |                                    |                                    |                                    |  |  |
|  | Quarts de finale (au meilleur des 3 matches) | Quarts de finale (au meilleur des 3 matches) | Quarts de finale (au meilleur des 3 matches) | Quarts de finale (au meilleur des 3 matches) | Quarts de finale (au meilleur des 3 matches) |                  |     | Demi-finales (au meilleur des 3 matches) | Demi-finales (au meilleur des 3 matches) | Demi-finales (au meilleur des 3 matches) | Demi-finales (au meilleur des 3 matches) | Demi-finales (au meilleur des 3 matches) |                |     | Finale (au meilleur des 5 matches) | Finale (au meilleur des 5 matches) | Finale (au meilleur des 5 matches) | Finale (au meilleur des 5 matches) | Finale (au meilleur des 5 matches) | Finale (au meilleur des 5 matches) | Finale (au meilleur des 5 matches) |  |  |
|  | 1er, 5 et 6 mars 2016                        |                                              |                                              |                                              |                                              |                  |     |                                          |                                          |                                          |                                          |                                          |                |     |                                    |                                    |                                    |                                    |                                    |                                    |                                    |  |  |
|  |                                              |                                              |                                              |                                              |                                              |                  |     |                                          |                                          |                                          |                                          |                                          |                |     |                                    |                                    |                                    |                                    |                                    |                                    |                                    |  |  |
|  | Aigles de Nice                               | (1)                                          | 5                                            | 5                                            |                                              |                  |     |                                          |                                          |                                          |                                          |                                          |                |     |                                    |                                    |                                    |                                    |                                    |                                    |                                    |  |  |
|  | Aigles de Nice                               | (1)                                          | 5                                            | 5                                            | 9, 12 et 13 mars 2016                        |                  |     |                                          |                                          |                                          |                                          |                                          |                |     |                                    |                                    |                                    |                                    |                                    |                                    |                                    |  |  |
|  | Corsaires de Nantes                          | (8)                                          | 2                                            | 2                                            |                                              |                  |     |                                          |                                          |                                          |                                          |                                          |                |     |                                    |                                    |                                    |                                    |                                    |                                    |                                    |  |  |
|  | Corsaires de Nantes                          | (8)                                          | 2                                            | 2                                            | Aigles de Nice                               | (1)              | 2   | 3                                        |                                          |                                          |                                          |                                          |                |     |                                    |                                    |                                    |                                    |                                    |                                    |                                    |  |  |
|  | 2, 5 et 6 mars 2016                          |                                              |                                              |                                              | Aigles de Nice                               | (1)              | 2   | 3                                        |                                          |                                          |                                          |                                          |                |     |                                    |                                    |                                    |                                    |                                    |                                    |                                    |  |  |
|  |                                              |                                              | Bisons de Neuilly-sur-Marne                  | (5)                                          | 1                                            | 2                |     |                                          |                                          |                                          |                                          |                                          |                |     |                                    |                                    |                                    |                                    |                                    |                                    |                                    |  |  |
|  | Scorpions de Mulhouse                        | (4)                                          | Bisons de Neuilly-sur-Marne                  | (5)                                          | 1                                            | 2                | 3   | 3F                                       | 2                                        |                                          |                                          |                                          |                |     |                                    |                                    |                                    |                                    |                                    |                                    |                                    |  |  |
|  | Scorpions de Mulhouse                        | (4)                                          |                                              |                                              |                                              |                  | 3   | 3F                                       | 2                                        | 18, 19, 22, 23 et 26 mars 2016           |                                          |                                          |                |     |                                    |                                    |                                    |                                    |                                    |                                    |                                    |  |  |
|  | Bisons de Neuilly-sur-Marne                  | (5)                                          | 4                                            | 2                                            | 3F                                           |                  |     |                                          |                                          |                                          |                                          |                                          |                |     |                                    |                                    |                                    |                                    |                                    |                                    |                                    |  |  |
|  | Bisons de Neuilly-sur-Marne                  | (5)                                          | 4                                            | 2                                            | 3F                                           |                  |     |                                          |                                          |                                          |                                          |                                          | Aigles de Nice | (1) | 3                                  | 3P                                 | 2                                  | 2                                  | 4                                  |                                    |                                    |  |  |
|  | 1er, 5 et 6 mars 2016                        |                                              |                                              |                                              |                                              |                  |     |                                          |                                          |                                          |                                          |                                          | Aigles de Nice | (1) | 3                                  | 3P                                 | 2                                  | 2                                  | 4                                  |                                    |                                    |  |  |
|  |                                              | Hormadi Anglet                               | (3)                                          | 2                                            | 2                                            | 5                | 3   | 1                                        |                                          |                                          |                                          |                                          |                |     |                                    |                                    |                                    |                                    |                                    |                                    |                                    |  |  |
|  | Dogs de Cholet                               | Hormadi Anglet                               | (3)                                          | 2                                            | 2                                            | 5                | 3   | 1                                        | (2)                                      | 5                                        | 0                                        | 2                                        |                |     |                                    |                                    |                                    |                                    |                                    |                                    |                                    |  |  |
|  | Dogs de Cholet                               | 9, 12 et 13 mars 2016                        |                                              |                                              |                                              |                  |     |                                          | (2)                                      | 5                                        | 0                                        | 2                                        |                |     |                                    |                                    |                                    |                                    |                                    |                                    |                                    |  |  |
|  | Drakkars de Caen                             | (7)                                          | 2                                            | 3                                            | 3P                                           |                  |     |                                          |                                          |                                          |                                          |                                          |                |     |                                    |                                    |                                    |                                    |                                    |                                    |                                    |  |  |
|  | Drakkars de Caen                             | (7)                                          | 2                                            | 3                                            | 3P                                           | Drakkars de Caen | (7) | 4P                                       | 4                                        | 2                                        |                                          |                                          |                |     |                                    |                                    |                                    |                                    |                                    |                                    |                                    |  |  |
|  | 1er, 5 et 6 mars 2016                        |                                              |                                              |                                              |                                              | Drakkars de Caen | (7) | 4P                                       | 4                                        | 2                                        |                                          |                                          |                |     |                                    |                                    |                                    |                                    |                                    |                                    |                                    |  |  |
|  |                                              |                                              | Hormadi Anglet                               | (3)                                          | 3                                            | 7                | 5   |                                          |                                          |                                          |                                          |                                          |                |     |                                    |                                    |                                    |                                    |                                    |                                    |                                    |  |  |
|  | Hormadi Anglet                               | (3)                                          | Hormadi Anglet                               | (3)                                          | 3                                            | 7                | 5   | 3                                        | 5                                        | 5                                        |                                          |                                          |                |     |                                    |                                    |                                    |                                    |                                    |                                    |                                    |  |  |
|  | Hormadi Anglet                               | (3)                                          |                                              |                                              |                                              |                  |     | 3                                        | 5                                        | 5                                        |                                          |                                          |                |     |                                    |                                    |                                    |                                    |                                    |                                    |                                    |  |  |
|  | Corsaires de Dunkerque                       | (6)                                          | 5                                            | 2                                            | 1                                            |                  |     |                                          |                                          |                                          |                                          |                                          |                |     |                                    |                                    |                                    |                                    |                                    |                                    |                                    |  |  |
|  | Corsaires de Dunkerque                       | (6)                                          | 5                                            | 2                                            | 1                                            |                  |     |                                          |                                          |                                          |                                          |                                          |                |     |                                    |                                    |                                    |                                    |                                    |                                    |                                    |  |  |

P : Prolongation    -    F : Tirs de fusillade

#### Play-down
À la suite du passage de la Ligue Magnus à 12 clubs, les équipes classées de la neuvième à la douzième place à l'issue de la saison régulière disputent des séries pour le maintien, au meilleur des trois matches et avec avantage de la glace à l'équipe la mieux classée. Au premier tour, le 9e rencontre le 12e tandis que le 10e joue face au 11e. Les deux vainqueurs sont maintenus tandis que les deux perdants s'affrontent à nouveau au meilleur des trois matches. Le vainqueur de ce deuxième tour est maintenu, le perdant affronte en barrage l'équipe sacrée championne de Division 2 dans une série au meilleur des 3 matches pour l'attribution de la dernière place en Division 1 la saison suivante.

##### Tableau
|  |                                          |                                          |                                          |                                          |                                          |      |   |                                    |                                    |                                    |                                    |                                    |
|  | Demi-finales (au meilleur des 3 matches) | Demi-finales (au meilleur des 3 matches) | Demi-finales (au meilleur des 3 matches) | Demi-finales (au meilleur des 3 matches) | Demi-finales (au meilleur des 3 matches) |      |   | Finale (au meilleur des 3 matches) | Finale (au meilleur des 3 matches) | Finale (au meilleur des 3 matches) | Finale (au meilleur des 3 matches) | Finale (au meilleur des 3 matches) |
|  | 5, 12 et 19 mars 2016                    |                                          |                                          |                                          |                                          |      |   |                                    |                                    |                                    |                                    |                                    |
|  |                                          |                                          |                                          |                                          |                                          |      |   |                                    |                                    |                                    |                                    |                                    |
|  | Bouquetins de Val-Vanoise                | (9)                                      | 7P                                       | 5                                        |                                          |      |   |                                    |                                    |                                    |                                    |                                    |
|  | Bouquetins de Val-Vanoise                | (9)                                      | 7P                                       | 5                                        | 26 mars, 2 et 3 avril 2016               |      |   |                                    |                                    |                                    |                                    |                                    |
|  | Aigles de La Roche-sur-Yon               | (12)                                     | 6                                        | 2                                        |                                          |      |   |                                    |                                    |                                    |                                    |                                    |
|  | Aigles de La Roche-sur-Yon               | (12)                                     | 6                                        | 2                                        | Aigles de La Roche-sur-Yon               | (12) | 5 | 5P                                 |                                    |                                    |                                    |                                    |
|  | 5, 12 et 20 mars 2016                    |                                          |                                          |                                          | Aigles de La Roche-sur-Yon               | (12) | 5 | 5P                                 |                                    |                                    |                                    |                                    |
|  |                                          |                                          | Coqs de Courbevoie                       | (11)                                     | 0                                        | 4    |   |                                    |                                    |                                    |                                    |                                    |
|  | Remparts de Tours                        | (10)                                     | Coqs de Courbevoie                       | (11)                                     | 0                                        | 4    | 4 | 5                                  | 3                                  |                                    |                                    |                                    |
|  | Remparts de Tours                        | (10)                                     |                                          |                                          |                                          |      | 4 | 5                                  | 3                                  |                                    |                                    |                                    |
|  | Coqs de Courbevoie                       | (11)                                     | 6                                        | 3                                        | 1                                        |      |   |                                    |                                    |                                    |                                    |                                    |
|  | Coqs de Courbevoie                       | (11)                                     | 6                                        | 3                                        | 1                                        |      |   |                                    |                                    |                                    |                                    |                                    |

P : Prolongation    -    F : Tirs de fusillade

##### Série de barrage
La série oppose Courbevoie perdant des play-downs de Division 1, à Clermont-Ferrand champion de Division 2, au meilleur des 3 matches et avec avantage de la glace à Courbevoie.
Le vainqueur se voit qualifié sportivement pour la prochaine saison de Division 1, le perdant pour celle de Division 2.

## Division 2

### Formule de la saison
La saison régulière se joue du 12 septembre 2015 au 6 février 2016.
Les 18 équipes engagées sont réparties en deux poules de 9 équipes suivant le système IIHF fondé sur le classement de la saison précédente. Chaque poule se joue en matchs aller-retour.
Les huit premiers de chaque poule se qualifient pour les séries éliminatoires.
Le dernier de chaque poule affronte son homologue dans un play-down au meilleur des 5 matches. Le vainqueur de ce play-down est maintenu en Division 2, le perdant quant à lui affronte en barrage le champion de Division 3 en 2 matches aller-retour pour l'attribution de la dernière place en Division 2 la saison suivante.

### Équipes engagées
Les équipes engagées en Division 2 sont donc au nombre de dix-huit (dont deux équipes réserves). Elles sont réparties en deux poules de neuf :
| Poule A - Galaxians d'Amnéville - Castors d'Asnières - Jokers de Cergy-Pontoise - Éléphants de Chambéry - Jets d'Évry Viry, fusion des Peaux-Rouges d'Évry et du Viry Hockey 91 - Taureaux de feu de Limoges - Spartiates de Marseille, promu de Division 3 - Ours de Villard-de-Lans - Lions de Wasquehal, promu de Division 3 | Poule B - Chevaliers du lac d'Annecy - Castors d'Avignon - Sangliers Arvernes de Clermont - Comètes de Meudon - Français volants de Paris - Renards de Roanne - Dragons de Rouen II, repêché de Division 3 - CSG Strasbourg-Alsace (Strasbourg II) - Lynx de Valence |

### Saison régulière

#### Poule A

##### Résultats
Le score de l'équipe à domicile, située dans la colonne de gauche, est inscrit en premier.
| Résultats (▼dom., ►ext.)                                           | AMN    | ASN  | CER     | CHM     | ÉVY | LIM | MAR | VIL | WAS    |
| Amnéville                                                          |        | 5-2  | 3-4 TF  | 7-6 Pr. | 5-4 | 5-4 | 1-2 | 2-1 | 7-3    |
| Asnières-sur-Seine                                                 | 8-7    |      | 2-6     | 4-2     | 3-4 | 1-8 | 4-3 | 4-1 | 4-5    |
| Cergy-Pontoise                                                     | 8-3    | 13-1 |         | 5-2     | 8-2 | 3-0 | 6-3 | 5-2 | 11-2   |
| Chambéry                                                           | 3-4    | 3-11 | 5-6 Pr. |         | 6-7 | 3-2 | 1-6 | 1-4 | 6-3    |
| Évry Viry                                                          | 4-3    | 3-5  | 0-1     | 2-5     |     | 3-8 | 5-3 | 4-3 | 4-2    |
| Limoges                                                            | 5-2    | 4-7  | 3-4 Pr. | 6-2     | 3-5 |     | 4-2 | 1-2 | 7-4    |
| Marseille                                                          | 3-4 TF | 5-7  | 2-5     | 5-4 TF  | 3-7 | 4-6 |     | 4-5 | 3-4    |
| Villard-de-Lans                                                    | 6-3    | 9-3  | 3-2     | 4-3     | 5-4 | 1-2 | 6-1 |     | 3-2 TF |
| Wasquehal                                                          | 1-7    | 6-7  | 2-3     | 8-3     | 4-5 | 2-7 | 3-2 | 5-8 |        |
| - Victoire à domicile - Victoire à l'extérieur - Match non disputé |        |      |         |         |     |     |     |     |        |

Pr. : Prolongation    -    TF : Tirs de fusillade

##### Classement
| Clt   | Équipe             | PJ | V  | VP | D  | DP | BP | BC | Diff | Pts |
| ----- | ------------------ | -- | -- | -- | -- | -- | -- | -- | ---- | --- |
| +001, | Cergy-Pontoise     | 16 | 12 | 3  | 1  | 0  | 90 | 35 | +55  | 42  |
| +002, | Villard-de-Lans    | 16 | 10 | 1  | 5  | 0  | 63 | 46 | +17  | 32  |
| +003, | Limoges            | 16 | 9  | 0  | 6  | 1  | 70 | 50 | +20  | 28  |
| +004, | Asnières-sur-Seine | 16 | 9  | 0  | 7  | 0  | 73 | 84 | -11  | 27  |
| +005, | Évry Viry          | 16 | 9  | 0  | 7  | 0  | 63 | 67 | -4   | 27  |
| +006, | Amnéville          | 16 | 7  | 2  | 6  | 1  | 68 | 64 | +4   | 26  |
| +007, | Wasquehal          | 16 | 4  | 0  | 11 | 1  | 56 | 87 | -31  | 13  |
| +008, | Chambéry           | 16 | 3  | 0  | 10 | 3  | 55 | 84 | -29  | 12  |
| +009, | Marseille          | 16 | 2  | 1  | 12 | 1  | 51 | 72 | -21  | 9   |

- Qualifié pour les huitièmes de finale
- Dispute la poule de maintien

#### Poule B

##### Résultats
Le score de l'équipe à domicile, située dans la colonne de gauche, est inscrit en premier.
| Résultats (▼dom., ►ext.)                                           | ANN     | AVI  | CLE     | MEU | PAR | ROA  | ROU     | STR  | VAL     |
| Annecy                                                             |         | 8-2  | 2-3 Pr. | 4-3 | 6-0 | 7-3  | 0-3     | 7-3  | 4-3     |
| Avignon                                                            | 4-11    |      | 3-10    | 7-3 | 1-4 | 1-7  | 5-4     | 3-2  | 7-1     |
| Clermont-Ferrand                                                   | 6-3     | 11-4 |         | 6-2 | 4-9 | 8-3  | 13-3    | 13-2 | 5-3     |
| Meudon                                                             | 4-5     | 5-4  | 6-4     |     | 4-5 | 5-4  | 6-2     | 10-2 | 5-2     |
| Paris                                                              | 5-4 Pr. | 5-2  | 4-3 Pr. | 6-5 |     | 4-6  | 5-4 Pr. | 6-5  | 2-3 Pr. |
| Roanne                                                             | 9-6     | 8-0  | 5-9     | 4-6 | 2-3 |      | 8-6     | 12-1 | 4-3 Pr. |
| Rouen II                                                           | 3-8     | 5-3  | 2-4     | 4-7 | 1-4 | 4-12 |         | 6-1  | 3-2     |
| Strasbourg II                                                      | 1-8     | 2-4  | 4-8     | 2-4 | 1-4 | 1-5  | 3-2     |      | 3-4     |
| Valence                                                            | 3-0     | 7-0  | 5-3     | 7-3 | 5-1 | 7-5  | 6-3     | 5-0  |         |
| - Victoire à domicile - Victoire à l'extérieur - Match non disputé |         |      |         |     |     |      |         |      |         |

Pr. : Prolongation    -    TF : Tirs de fusillade

##### Classement
| Clt   | Équipe           | PJ | V  | VP | D  | DP | BP  | BC  | Diff | Pts |
| ----- | ---------------- | -- | -- | -- | -- | -- | --- | --- | ---- | --- |
| +001, | Clermont-Ferrand | 16 | 11 | 1  | 3  | 1  | 109 | 59  | +50  | 39  |
| +002, | Paris            | 16 | 9  | 3  | 3  | 1  | 66  | 55  | +11  | 34  |
| +003, | Annecy           | 16 | 10 | 0  | 4  | 2  | 83  | 55  | +28  | 32  |
| +004, | Valence          | 16 | 9  | 1  | 5  | 1  | 66  | 48  | +18  | 27  |
| +005, | Meudon           | 16 | 9  | 0  | 7  | 0  | 78  | 68  | +10  | 26  |
| +006, | Roanne           | 16 | 8  | 1  | 7  | 0  | 97  | 71  | +26  | 26  |
| +007, | Avignon          | 16 | 5  | 0  | 11 | 0  | 50  | 93  | -43  | 15  |
| +008, | Rouen II         | 16 | 4  | 0  | 11 | 1  | 55  | 87  | -32  | 13  |
| +009, | Strasbourg II    | 16 | 1  | 0  | 15 | 0  | 33  | 101 | -68  | 3   |

- Qualifié pour les huitièmes de finale
- Dispute la poule de maintien

### Séries éliminatoires

#### Play-offs
Les huit premiers de chaque poule se qualifient pour les séries éliminatoires qui se jouent en matchs aller-retour en huitièmes et quarts de finale. Les demi-finales et la finale se déroulent au meilleur des trois matches : la 1re rencontre se joue chez l'équipe la moins bien classée de la saison régulière, la 2e et éventuellement la 3e chez la mieux classée. Le vainqueur de la finale est sacré champion de Division 2, et dispute un barrage face au perdant des play-downs de Division 1 dans une série au meilleur des 3 matches.

##### Tableau
|  |                                            |                                            |                                            |                                            |                                            |                                |    |                                         |                                         |                                         |                                         |                                         |                          |                          |                                  |                                  |                                  |                                  |                                  |                                  |                                  |                                  |                                  |                                  |
|  | Huitièmes de finale 2 matches aller-retour | Huitièmes de finale 2 matches aller-retour | Huitièmes de finale 2 matches aller-retour | Huitièmes de finale 2 matches aller-retour | Huitièmes de finale 2 matches aller-retour |                                |    | Quarts de finale 2 matches aller-retour | Quarts de finale 2 matches aller-retour | Quarts de finale 2 matches aller-retour | Quarts de finale 2 matches aller-retour | Quarts de finale 2 matches aller-retour |                          |                          | Finale au meilleur des 3 matches | Finale au meilleur des 3 matches | Finale au meilleur des 3 matches | Finale au meilleur des 3 matches | Finale au meilleur des 3 matches | Finale au meilleur des 3 matches | Finale au meilleur des 3 matches | Finale au meilleur des 3 matches | Finale au meilleur des 3 matches | Finale au meilleur des 3 matches |
|  |                                            |                                            |                                            |                                            |                                            |                                |    |                                         |                                         |                                         |                                         |                                         |                          |                          |                                  |                                  |                                  |                                  |                                  |                                  |                                  |                                  |                                  |                                  |
|  |                                            |                                            |                                            |                                            |                                            |                                |    |                                         | Demi-finales au meilleur des 3 matches  |                                         |                                         |                                         |                          |                          |                                  |                                  |                                  |                                  |                                  |                                  |                                  |                                  |                                  |                                  |
|  | 13 et 20 février 2016                      |                                            |                                            |                                            |                                            |                                |    |                                         |                                         |                                         |                                         |                                         |                          |                          |                                  |                                  |                                  |                                  |                                  |                                  |                                  |                                  |                                  |                                  |
|  |                                            |                                            |                                            |                                            |                                            |                                |    |                                         |                                         |                                         |                                         |                                         |                          |                          |                                  |                                  |                                  |                                  |                                  |                                  |                                  |                                  |                                  |                                  |
|  | Jokers de Cergy-Pontoise                   | A1                                         | 8                                          | 5                                          |                                            |                                |    |                                         |                                         |                                         |                                         |                                         |                          |                          |                                  |                                  |                                  |                                  |                                  |                                  |                                  |                                  |                                  |                                  |
|  | Jokers de Cergy-Pontoise                   | A1                                         | 8                                          | 5                                          | 27 février et 5 mars 2016                  |                                |    |                                         |                                         |                                         |                                         |                                         |                          |                          |                                  |                                  |                                  |                                  |                                  |                                  |                                  |                                  |                                  |                                  |
|  | Dragons de Rouen II                        | B8                                         | 2                                          | 1                                          |                                            |                                |    |                                         |                                         |                                         |                                         |                                         |                          |                          |                                  |                                  |                                  |                                  |                                  |                                  |                                  |                                  |                                  |                                  |
|  | Dragons de Rouen II                        | B8                                         | 2                                          | 1                                          | Jokers de Cergy-Pontoise                   | A1                             | 10 | 11                                      |                                         |                                         |                                         |                                         |                          |                          |                                  |                                  |                                  |                                  |                                  |                                  |                                  |                                  |                                  |                                  |
|  | 13 et 20 février 2016                      |                                            |                                            |                                            | Jokers de Cergy-Pontoise                   | A1                             | 10 | 11                                      |                                         |                                         |                                         |                                         |                          |                          |                                  |                                  |                                  |                                  |                                  |                                  |                                  |                                  |                                  |                                  |
|  |                                            |                                            | Jets d'Évry Viry                           | A5                                         | 1                                          | 3                              |    |                                         |                                         |                                         |                                         |                                         |                          |                          |                                  |                                  |                                  |                                  |                                  |                                  |                                  |                                  |                                  |                                  |
|  | Jets d'Évry Viry                           | A5                                         | Jets d'Évry Viry                           | A5                                         | 1                                          | 3                              | 7  | 4                                       |                                         |                                         |                                         |                                         |                          |                          |                                  |                                  |                                  |                                  |                                  |                                  |                                  |                                  |                                  |                                  |
|  | Jets d'Évry Viry                           | A5                                         | 12 et 19 mars 2016                         |                                            |                                            |                                | 7  | 4                                       |                                         |                                         |                                         |                                         |                          |                          |                                  |                                  |                                  |                                  |                                  |                                  |                                  |                                  |                                  |                                  |
|  | Lynx de Valence                            | B4                                         | 0                                          | 7                                          |                                            |                                |    |                                         |                                         |                                         |                                         |                                         |                          |                          |                                  |                                  |                                  |                                  |                                  |                                  |                                  |                                  |                                  |                                  |
|  | Lynx de Valence                            | B4                                         | 0                                          | 7                                          |                                            |                                |    | Jokers de Cergy-Pontoise                | Jokers de Cergy-Pontoise                | Jokers de Cergy-Pontoise                | Jokers de Cergy-Pontoise                | Jokers de Cergy-Pontoise                | Jokers de Cergy-Pontoise | A1                       | 5                                | 8                                |                                  |                                  |                                  |                                  |                                  |                                  |                                  |                                  |
|  | 13 et 20 février 2016                      |                                            |                                            |                                            |                                            |                                |    | Jokers de Cergy-Pontoise                | Jokers de Cergy-Pontoise                | Jokers de Cergy-Pontoise                | Jokers de Cergy-Pontoise                | Jokers de Cergy-Pontoise                | Jokers de Cergy-Pontoise | A1                       | 5                                | 8                                |                                  |                                  |                                  |                                  |                                  |                                  |                                  |                                  |
|  | Taureaux de feu de Limoges                 | Taureaux de feu de Limoges                 | Taureaux de feu de Limoges                 | Taureaux de feu de Limoges                 | Taureaux de feu de Limoges                 | Taureaux de feu de Limoges     | A3 | 2                                       | 1                                       |                                         |                                         |                                         |                          |                          |                                  |                                  |                                  |                                  |                                  |                                  |                                  |                                  |                                  |                                  |
|  | Taureaux de feu de Limoges                 | Taureaux de feu de Limoges                 | Taureaux de feu de Limoges                 | Taureaux de feu de Limoges                 | Taureaux de feu de Limoges                 | Taureaux de feu de Limoges     | A3 | 2                                       | 1                                       | Taureaux de feu de Limoges              | A3                                      | 3                                       | 6                        |                          |                                  |                                  |                                  |                                  |                                  |                                  |                                  |                                  |                                  |                                  |
|  | 27 février et 5 mars 2016                  |                                            |                                            |                                            |                                            |                                |    |                                         |                                         | Taureaux de feu de Limoges              | A3                                      | 3                                       | 6                        |                          |                                  |                                  |                                  |                                  |                                  |                                  |                                  |                                  |                                  |                                  |
|  | Renards de Roanne                          | B6                                         | 2                                          | 2                                          |                                            |                                |    |                                         |                                         |                                         |                                         |                                         |                          |                          |                                  |                                  |                                  |                                  |                                  |                                  |                                  |                                  |                                  |                                  |
|  | Renards de Roanne                          | B6                                         | 2                                          | 2                                          | Taureaux de feu de Limoges                 | A3                             | 4  | 2F                                      |                                         |                                         |                                         |                                         |                          |                          |                                  |                                  |                                  |                                  |                                  |                                  |                                  |                                  |                                  |                                  |
|  | 13 et 20 février 2016                      |                                            |                                            |                                            | Taureaux de feu de Limoges                 | A3                             | 4  | 2F                                      |                                         |                                         |                                         |                                         |                          |                          |                                  |                                  |                                  |                                  |                                  |                                  |                                  |                                  |                                  |                                  |
|  |                                            |                                            | Français volants de Paris                  | B2                                         | 3                                          | 2                              |    |                                         |                                         |                                         |                                         |                                         |                          |                          |                                  |                                  |                                  |                                  |                                  |                                  |                                  |                                  |                                  |                                  |
|  | Lions de Wasquehal                         | A7                                         | Français volants de Paris                  | B2                                         | 3                                          | 2                              | 5  | 4                                       |                                         |                                         |                                         |                                         |                          |                          |                                  |                                  |                                  |                                  |                                  |                                  |                                  |                                  |                                  |                                  |
|  | Lions de Wasquehal                         | A7                                         |                                            |                                            |                                            |                                | 5  | 4                                       | 26 mars, 2 et 3 avril 2016              |                                         |                                         |                                         |                          |                          |                                  |                                  |                                  |                                  |                                  |                                  |                                  |                                  |                                  |                                  |
|  | Français volants de Paris                  | B2                                         | 5                                          | 8                                          |                                            |                                |    |                                         |                                         |                                         |                                         |                                         |                          |                          |                                  |                                  |                                  |                                  |                                  |                                  |                                  |                                  |                                  |                                  |
|  | Français volants de Paris                  | B2                                         | 5                                          | 8                                          |                                            |                                |    |                                         |                                         |                                         |                                         |                                         |                          | Jokers de Cergy-Pontoise | Jokers de Cergy-Pontoise         | Jokers de Cergy-Pontoise         | Jokers de Cergy-Pontoise         | Jokers de Cergy-Pontoise         | Jokers de Cergy-Pontoise         | A1                               | 2                                | 3                                |                                  |                                  |
|  | 13 et 20 février 2016                      |                                            |                                            |                                            |                                            |                                |    |                                         |                                         |                                         |                                         |                                         |                          | Jokers de Cergy-Pontoise | Jokers de Cergy-Pontoise         | Jokers de Cergy-Pontoise         | Jokers de Cergy-Pontoise         | Jokers de Cergy-Pontoise         | Jokers de Cergy-Pontoise         | A1                               | 2                                | 3                                |                                  |                                  |
|  | Sangliers Arvernes de Clermont             | Sangliers Arvernes de Clermont             | Sangliers Arvernes de Clermont             | Sangliers Arvernes de Clermont             | Sangliers Arvernes de Clermont             | Sangliers Arvernes de Clermont | B1 | 5                                       | 5                                       |                                         |                                         |                                         |                          |                          |                                  |                                  |                                  |                                  |                                  |                                  |                                  |                                  |                                  |                                  |
|  | Sangliers Arvernes de Clermont             | Sangliers Arvernes de Clermont             | Sangliers Arvernes de Clermont             | Sangliers Arvernes de Clermont             | Sangliers Arvernes de Clermont             | Sangliers Arvernes de Clermont | B1 | 5                                       | 5                                       | Ours de Villard-de-Lans                 | A2                                      | 13                                      | 7                        |                          |                                  |                                  |                                  |                                  |                                  |                                  |                                  |                                  |                                  |                                  |
|  | 27 février et 5 mars 2016                  |                                            |                                            |                                            |                                            |                                |    |                                         |                                         | Ours de Villard-de-Lans                 | A2                                      | 13                                      | 7                        |                          |                                  |                                  |                                  |                                  |                                  |                                  |                                  |                                  |                                  |                                  |
|  | Castors d'Avignon                          | B7                                         | 0                                          | 0                                          |                                            |                                |    |                                         |                                         |                                         |                                         |                                         |                          |                          |                                  |                                  |                                  |                                  |                                  |                                  |                                  |                                  |                                  |                                  |
|  | Castors d'Avignon                          | B7                                         | 0                                          | 0                                          | Ours de Villard-de-Lans                    | A2                             | 1  | 2                                       |                                         |                                         |                                         |                                         |                          |                          |                                  |                                  |                                  |                                  |                                  |                                  |                                  |                                  |                                  |                                  |
|  | 13 et 20 février 2016                      |                                            |                                            |                                            | Ours de Villard-de-Lans                    | A2                             | 1  | 2                                       |                                         |                                         |                                         |                                         |                          |                          |                                  |                                  |                                  |                                  |                                  |                                  |                                  |                                  |                                  |                                  |
|  |                                            |                                            | Galaxians d'Amnéville                      | A6                                         | 1                                          | 6                              |    |                                         |                                         |                                         |                                         |                                         |                          |                          |                                  |                                  |                                  |                                  |                                  |                                  |                                  |                                  |                                  |                                  |
|  | Galaxians d'Amnéville                      | A6                                         | Galaxians d'Amnéville                      | A6                                         | 1                                          | 6                              | 4  | 4                                       |                                         |                                         |                                         |                                         |                          |                          |                                  |                                  |                                  |                                  |                                  |                                  |                                  |                                  |                                  |                                  |
|  | Galaxians d'Amnéville                      | A6                                         | 12 et 19 mars 2016                         |                                            |                                            |                                | 4  | 4                                       |                                         |                                         |                                         |                                         |                          |                          |                                  |                                  |                                  |                                  |                                  |                                  |                                  |                                  |                                  |                                  |
|  | Chevaliers du lac d'Annecy                 | B3                                         | 3                                          | 4                                          |                                            |                                |    |                                         |                                         |                                         |                                         |                                         |                          |                          |                                  |                                  |                                  |                                  |                                  |                                  |                                  |                                  |                                  |                                  |
|  | Chevaliers du lac d'Annecy                 | B3                                         | 3                                          | 4                                          |                                            |                                |    | Galaxians d'Amnéville                   | Galaxians d'Amnéville                   | Galaxians d'Amnéville                   | Galaxians d'Amnéville                   | Galaxians d'Amnéville                   | Galaxians d'Amnéville    | A6                       | 1                                | 3                                |                                  |                                  |                                  |                                  |                                  |                                  |                                  |                                  |
|  | 13 et 20 février 2016                      |                                            |                                            |                                            |                                            |                                |    | Galaxians d'Amnéville                   | Galaxians d'Amnéville                   | Galaxians d'Amnéville                   | Galaxians d'Amnéville                   | Galaxians d'Amnéville                   | Galaxians d'Amnéville    | A6                       | 1                                | 3                                |                                  |                                  |                                  |                                  |                                  |                                  |                                  |                                  |
|  | Sangliers Arvernes de Clermont             | Sangliers Arvernes de Clermont             | Sangliers Arvernes de Clermont             | Sangliers Arvernes de Clermont             | Sangliers Arvernes de Clermont             | Sangliers Arvernes de Clermont | B1 | 2                                       | 10                                      |                                         |                                         |                                         |                          |                          |                                  |                                  |                                  |                                  |                                  |                                  |                                  |                                  |                                  |                                  |
|  | Sangliers Arvernes de Clermont             | Sangliers Arvernes de Clermont             | Sangliers Arvernes de Clermont             | Sangliers Arvernes de Clermont             | Sangliers Arvernes de Clermont             | Sangliers Arvernes de Clermont | B1 | 2                                       | 10                                      | Castors d'Asnières                      | A4                                      | 3                                       | 4P                       |                          |                                  |                                  |                                  |                                  |                                  |                                  |                                  |                                  |                                  |                                  |
|  | 28 février et 5 mars 2016                  |                                            |                                            |                                            |                                            |                                |    |                                         |                                         | Castors d'Asnières                      | A4                                      | 3                                       | 4P                       |                          |                                  |                                  |                                  |                                  |                                  |                                  |                                  |                                  |                                  |                                  |
|  | Comètes de Meudon                          | B5                                         | 3                                          | 3                                          |                                            |                                |    |                                         |                                         |                                         |                                         |                                         |                          |                          |                                  |                                  |                                  |                                  |                                  |                                  |                                  |                                  |                                  |                                  |
|  | Comètes de Meudon                          | B5                                         | 3                                          | 3                                          | Castors d'Asnières                         | A4                             | 3  | 4                                       |                                         |                                         |                                         |                                         |                          |                          |                                  |                                  |                                  |                                  |                                  |                                  |                                  |                                  |                                  |                                  |
|  | 13 et 20 février 2016                      |                                            |                                            |                                            | Castors d'Asnières                         | A4                             | 3  | 4                                       |                                         |                                         |                                         |                                         |                          |                          |                                  |                                  |                                  |                                  |                                  |                                  |                                  |                                  |                                  |                                  |
|  |                                            |                                            | Sangliers Arvernes de Clermont             | B1                                         | 2                                          | 9                              |    |                                         |                                         |                                         |                                         |                                         |                          |                          |                                  |                                  |                                  |                                  |                                  |                                  |                                  |                                  |                                  |                                  |
|  | Éléphants de Chambéry                      | A8                                         | Sangliers Arvernes de Clermont             | B1                                         | 2                                          | 9                              | 1  | 2                                       |                                         |                                         |                                         |                                         |                          |                          |                                  |                                  |                                  |                                  |                                  |                                  |                                  |                                  |                                  |                                  |
|  | Éléphants de Chambéry                      | A8                                         |                                            |                                            |                                            |                                | 1  | 2                                       |                                         |                                         |                                         |                                         |                          |                          |                                  |                                  |                                  |                                  |                                  |                                  |                                  |                                  |                                  |                                  |
|  | Sangliers Arvernes de Clermont             | B1                                         | 4                                          | 8                                          |                                            |                                |    |                                         |                                         |                                         |                                         |                                         |                          |                          |                                  |                                  |                                  |                                  |                                  |                                  |                                  |                                  |                                  |                                  |
|  | Sangliers Arvernes de Clermont             | B1                                         | 4                                          | 8                                          |                                            |                                |    |                                         |                                         |                                         |                                         |                                         |                          |                          |                                  |                                  |                                  |                                  |                                  |                                  |                                  |                                  |                                  |                                  |

P : Prolongation    -    F : Tirs de fusillade

#### Play-down
Cette série se joue au meilleur des cinq matches entre les équipes non-qualifiées pour les play-offs. Les Spartiates de Marseille et Strasbourg II sont les équipes concernées. Marseille, auteur d'une meilleure saison régulière, a l'avantage de la glace et joue à domicile les matchs 1, 3 ainsi que le match 5 si nécessaire. Le vainqueur est maintenu en Division 2, le perdant dispute quant à lui un barrage face au champion de Division 3 en 2 matches aller-retour pour l'attribution de la dernière place en Division 2 la saison suivante.

##### Barrage
Le barrage oppose Strasbourg II perdant du play-down de Division 2, à Montpellier champion de Division 3, en 2 matches aller-retour.
Le vainqueur se voit qualifié sportivement pour la prochaine saison de Division 2, le perdant pour celle de Division 3.

## Division 3

### Formule de la saison
La saison régulière se joue du 19 septembre 2015 au 28 février 2016.
Les trente-deux équipes engagées sont réparties en quatre poules (de huit équipes), qui se jouent en matches aller-retour. Les deux premiers de chaque groupe se qualifient pour la phase finale (quarts de finale).
Les vainqueurs des quarts de finale se qualifient pour le carré final.
Les quatre qualifiés pour le carré final sont rassemblés au sein d'une poule unique qui se joue en matches simples. L'équipe finissant à la première place est sacrée championne de Division 3, et affronte en barrage le perdant du play-down de Division 2 en 2 matches aller-retour.

### Équipes engagées
Les trente-deux équipes engagées, dont dix-neuf équipes réserves et une équipe basée au Luxembourg, sont réparties en quatre groupes régionaux (le II suivant le nom d'une équipe indique qu'il s'agit d'une équipe réserve) :
| Groupe A - Boxers de Bordeaux II - Albatros de Brest II - Dogs de Cholet II, nouvelle équipe - Taureaux de feu de Limoges II, nouvelle équipe - Corsaires de Nantes II - Dragons de Poitiers - Cormorans de Rennes - Aigles de La Roche-sur-Yon II Groupe C - Gaulois de Châlons-en-Champagne - Élans de Champigny - Titans de Colmar - Caribous de Seine-et-Marne - Ducs de Dijon II - Dauphins d'Épinal II, nouvelle équipe - Jets d'Évry Viry II, fusion des Peaux-Rouges d'Évry et du Viry Hockey 91 - Tornado Luxembourg - Phénix de Reims, nouvelle équipe | Groupe B - Tigres de l'ACBB, rétrogradé de Division 2 - Drakkars de Caen II, nouvelle équipe - Coqs de Courbevoie II - Chiefs de Deuil-Garges - Corsaires de Dunkerque II - Renards d'Orléans - Remparts de Tours II - Diables rouges de Valenciennes Groupe D - Chevaliers du lac d'Annecy II, nouvelle équipe - Éléphants de Chambéry II - Sangliers Arvernes de Clermont II - Vipers de Montpellier - Aigles de Nice II - Boucaniers de Toulon - Lynx de Valence II - Bouquetins de Val-Vanoise II |

### Saison régulière

#### Groupe A

##### Résultats
Le score de l'équipe à domicile, située dans la colonne de gauche, est inscrit en premier.
| Résultats (▼dom., ►ext.)                                           | BOR | BRE     | CHO  | LRY  | LIM  | NAN     | POI | REN  |
| Bordeaux II                                                        |     | 1-4     | 4-2  | 3-4  | 5-1  | 3-6     | 9-2 | 5-1  |
| Brest II                                                           | 4-3 |         | 7-2  | 9-4  | 14-3 | 2-3     | 3-4 | 9-2  |
| Cholet II                                                          | 4-1 | 4-13    |      | 1-3  | 5-2  | 1-15    | 3-5 | 6-3  |
| La Roche-sur-Yon II                                                | 0-5 | 3-6     | 5-6  |      | 12-5 | 1-12    | 6-3 | 7-5  |
| Limoges II                                                         | 5-7 | 1-6     | 0-10 | 1-9  |      | 2-15    | 2-5 | 3-6  |
| Nantes II                                                          | 5-2 | 3-2 Pr. | 6-5  | 10-5 | 5-0  |         | 5-4 | 16-0 |
| Poitiers                                                           | 5-4 | 2-8     | 9-1  | 9-5  | 11-1 | 5-6 Pr. |     | 13-0 |
| Rennes                                                             | 6-7 | 5-13    | 5-4  | 4-8  | 7-2  | 3-8     | 1-8 |      |
| - Victoire à domicile - Victoire à l'extérieur - Match non disputé |     |         |      |      |      |         |     |      |

##### Classement
| Clt   | Équipe              | PJ | V  | VP | D  | DP | BP  | BC  | Diff | Pts |
| ----- | ------------------- | -- | -- | -- | -- | -- | --- | --- | ---- | --- |
| +001, | Nantes II           | 14 | 12 | 2  | 0  | 0  | 115 | 35  | +80  | 40  |
| +002, | Brest II            | 14 | 11 | 0  | 2  | 1  | 100 | 40  | +60  | 34  |
| +003, | Poitiers            | 14 | 9  | 0  | 4  | 1  | 85  | 54  | +31  | 28  |
| +004, | Bordeaux II         | 14 | 7  | 0  | 7  | 0  | 59  | 49  | +10  | 21  |
| +005, | La Roche-sur-Yon II | 14 | 7  | 0  | 7  | 0  | 72  | 79  | -7   | 21  |
| +006, | Cholet II           | 14 | 5  | 0  | 9  | 0  | 54  | 78  | -24  | 15  |
| +007, | Rennes              | 14 | 3  | 0  | 11 | 0  | 48  | 109 | -61  | 9   |
| +008, | Limoges II          | 14 | 0  | 0  | 14 | 0  | 28  | 117 | -89  | 0   |

- Qualifié pour les quarts de finale

#### Groupe B

##### Résultats
Le score de l'équipe à domicile, située dans la colonne de gauche, est inscrit en premier.
| Résultats (▼dom., ►ext.)                                           | BOU  | CAE     | COU  | DEU  | DUN  | ORL  | TRS  | VAC     |
| Boulogne-Billancourt                                               |      | 6-7     | 3-6  | 4-6  | 4-1  | 2-7  | 2-6  | 2-10    |
| Caen II                                                            | 10-1 |         | 12-3 | 3-5  | 12-1 | 11-3 | 7-3  | 4-7     |
| Courbevoie II                                                      | 7-3  | 0-5     |      | 1-16 | 6-7  | 7-15 | 3-13 | 3-13    |
| Deuil-Garges                                                       | 8-3  | 7-3     | 19-0 |      | 22-2 | 5-2  | 13-2 | 2-5     |
| Dunkerque II                                                       | 5-10 | 2-13    | 8-5  | 0-22 |      | 2-12 | 5-7  | 1-28    |
| Orléans                                                            | 16-1 | 4-5 Pr. | 13-3 | 2-11 | 18-5 |      | 5-6  | 4-3 Pr. |
| Tours II                                                           | 7-2  | 5-4     | 6-5  | 1-3  | 16-5 | 2-10 |      | 5-8     |
| Valenciennes                                                       | 12-2 | 3-1     | 20-0 | 4-1  | 14-3 | 9-4  | 5-2  |         |
| - Victoire à domicile - Victoire à l'extérieur - Match non disputé |      |         |      |      |      |      |      |         |

##### Classement
| Clt   | Équipe               | PJ | V  | VP | D  | DP | BP  | BC  | Diff | Pts |
| ----- | -------------------- | -- | -- | -- | -- | -- | --- | --- | ---- | --- |
| +001, | Valenciennes         | 14 | 13 | 0  | 0  | 1  | 141 | 34  | +107 | 40  |
| +002, | Deuil-Garges         | 14 | 12 | 0  | 2  | 0  | 140 | 32  | +108 | 36  |
| +003, | Caen II              | 14 | 8  | 1  | 5  | 0  | 97  | 50  | +47  | 26  |
| +004, | Orléans              | 14 | 7  | 1  | 5  | 1  | 115 | 72  | +43  | 24  |
| +005, | Tours II             | 14 | 8  | 0  | 6  | 0  | 81  | 77  | +4   | 24  |
| +006, | Courbevoie II        | 14 | 2  | 0  | 12 | 0  | 49  | 153 | -104 | 6   |
| +007, | Boulogne-Billancourt | 14 | 2  | 0  | 12 | 0  | 45  | 108 | -63  | 6   |
| +008, | Dunkerque II         | 14 | 2  | 0  | 12 | 0  | 47  | 189 | -142 | 6   |

- Qualifié pour les quarts de finale

#### Groupe C
Les Phénix de Reims, initialement présents dans cette poule, déclarent forfaits une semaine avant le début de la saison.

##### Résultats
Le score de l'équipe à domicile, située dans la colonne de gauche, est inscrit en premier.
| Résultats (▼dom., ►ext.)                                           | CHL     | CMP  | COL  | DAM  | DIJ  | ÉPI | ÉVY | LUX     |
| Châlons-en-Champagne                                               |         | 8-1  | 9-7  | 12-3 | 8-4  | 6-3 | 6-3 | 14-7    |
| Champigny                                                          | 1-2 Pr. |      | 5-2  | 6-3  | 6-3  | 8-5 | 8-2 | 2-1 Pr. |
| Colmar                                                             | 2-4     | 3-2  |      | 7-3  | 7-2  | 7-3 | 4-2 | 6-4     |
| Dammarie-lès-Lys                                                   | 7-8     | 2-10 | 4-9  |      | 6-10 | 5-3 | 7-2 | 5-7     |
| Dijon II                                                           | 3-9     | 4-3  | 7-4  | 8-3  |      | 7-5 | 3-1 | 5-8     |
| Épinal II                                                          | 4-7     | 3-4  | 3-6  | 10-4 | 3-2  |     | 5-2 | 8-3     |
| Évry Viry II                                                       | 4-7     | 1-4  | 3-12 | 10-7 | 1-5  | 4-7 |     | 4-5     |
| Luxembourg                                                         | 1-5     | 2-3  | 3-7  | 3-12 | 6-3  | 7-3 | 6-4 |         |
| - Victoire à domicile - Victoire à l'extérieur - Match non disputé |         |      |      |      |      |     |     |         |

##### Classement
| Clt   | Équipe               | PJ | V  | VP | D  | DP | BP  | BC  | Diff | Pts |
| ----- | -------------------- | -- | -- | -- | -- | -- | --- | --- | ---- | --- |
| +001, | Châlons-en-Champagne | 14 | 13 | 1  | 0  | 0  | 105 | 50  | +55  | 41  |
| +002, | Champigny            | 14 | 9  | 1  | 3  | 1  | 63  | 41  | +22  | 30  |
| +003, | Colmar               | 14 | 10 | 0  | 4  | 0  | 86  | 56  | +30  | 30  |
| +004, | Dijon II             | 14 | 7  | 0  | 7  | 0  | 66  | 70  | -4   | 21  |
| +005, | Luxembourg           | 14 | 6  | 0  | 7  | 1  | 63  | 81  | -18  | 19  |
| +006, | Épinal II            | 14 | 5  | 0  | 9  | 0  | 67  | 72  | -5   | 15  |
| +007, | Dammarie-lès-Lys     | 14 | 3  | 0  | 11 | 0  | 71  | 108 | -37  | 9   |
| +008, | Évry Viry II         | 14 | 1  | 0  | 13 | 0  | 43  | 86  | -43  | 3   |

- Qualifié pour les quarts de finale

#### Groupe D

##### Résultats
Le score de l'équipe à domicile, située dans la colonne de gauche, est inscrit en premier.
| Résultats (dom.\ext.)                                              | ANN  | CHM     | CLE  | MON    | NIC  | TLN  | VAL  | VAN     |
| Annecy II                                                          |      | 6-1     | 6-4  | 2-5    | 6-4  | 2-4  | 9-2  | 12-0    |
| Chambéry II                                                        | 1-10 |         | 14-0 | 3-9    | 4-6  | 2-12 | 8-2  | 8-3     |
| Clermont-Ferrand II                                                | 1-22 | 1-10    |      | 2-16   | 3-8  | 3-16 | 6-5  | 6-7 Pr. |
| Montpellier                                                        | 7-4  | 12-0    | 13-0 |        | 8-4  | 5-3  | 12-0 | 7-2     |
| Nice II                                                            | 3-6  | 4-5 Pr. | 8-2  | 3-15   |      | 3-11 | 10-1 | 6-8     |
| Toulon                                                             | 6-3  | 5-0     | 5-0  | 4-3 TF | 9-3  |      | 22-3 | 5-0     |
| Valence II                                                         | 4-6  | 2-1     | 5-3  | 3-18   | 3-13 | 2-13 |      | 2-12    |
| Val-Vanoise II                                                     | 5-8  | 5-6     | 16-1 | 4-15   | 4-6  | 2-5  | 9-6  |         |
| - Victoire à domicile - Victoire à l'extérieur - Match non disputé |      |         |      |        |      |      |      |         |

##### Classement
| Clt   | Équipe              | PJ | V  | VP | D  | DP | BP  | BC  | Diff | Pts |
| ----- | ------------------- | -- | -- | -- | -- | -- | --- | --- | ---- | --- |
| +001, | Montpellier         | 14 | 13 | 0  | 0  | 1  | 147 | 34  | +113 | 40  |
| +002, | Toulon              | 14 | 12 | 1  | 1  | 0  | 120 | 31  | +89  | 38  |
| +003, | Annecy II           | 14 | 10 | 0  | 4  | 0  | 102 | 47  | +55  | 30  |
| +004, | Nice II             | 14 | 6  | 0  | 7  | 1  | 81  | 85  | -4   | 19  |
| +005, | Chambéry II         | 14 | 4  | 2  | 8  | 0  | 63  | 77  | -14  | 16  |
| +006, | Val-Vanoise II      | 14 | 4  | 1  | 8  | 1  | 77  | 95  | -18  | 15  |
| +007, | Valence II          | 14 | 2  | 0  | 12 | 0  | 40  | 142 | -102 | 6   |
| +008, | Clermont-Ferrand II | 14 | 1  | 0  | 12 | 1  | 32  | 151 | -119 | 4   |

- Qualifié pour les quarts de finale

### Séries éliminatoires
À la suite de la saison régulière, les deux premiers de chaque groupe se qualifient pour la phase finale (quarts de finale).
Durant cette phase finale qui se joue en matches aller-retour (ainsi quand il y a match nul, il n'y a pas de prolongation, le score est conservé tel quel, le score cumulé désignant le vainqueur), les qualifiés du groupe A affrontent ceux du groupe B et ceux du groupe C sont opposés à ceux du groupe D. Les vainqueurs des quarts de finale se qualifient pour le carré final.
| 5 et 12 mars 2016 |                        |   |   |
| A1                | Corsaires de Nantes II | 2 | 1 |
| B2                | Chiefs de Deuil-Garges | 4 | 3 |

| 12 et 19 mars 2016 |                                |   |   |
| B1                 | Diables rouges de Valenciennes | 6 | 6 |
| A2                 | Albatros de Brest II           | 2 | 1 |

| 12 et 19 mars 2016 |                                 |   |   |
| C1                 | Gaulois de Châlons-en-Champagne | 6 | 6 |
| D2                 | Boucaniers de Toulon            | 4 | 1 |

| 12 et 19 mars 2016 |                       |   |   |
| D1                 | Vipers de Montpellier | 6 | 2 |
| C2                 | Élans de Champigny    | 1 | 2 |

### Carré final
Les quatre qualifiés pour le carré final sont rassemblés au sein d'une poule unique qui se joue en matches simples. L'équipe finissant à la première place est sacrée championne de Division 3, et affronte en barrage le perdant du play-down de Division 2 en 2 matches aller-retour.
Voici les équipes qualifiées :
| Ordre | Équipe               | Saison régulière | Points | Différence de buts |
| ----- | -------------------- | ---------------- | ------ | ------------------ |
| A     | Châlons-en-Champagne | 1er groupe C     | 41     | +55                |
| B     | Montpellier          | 1er groupe D     | 40     | +113               |
| C     | Valenciennes         | 1er groupe B     | 40     | +107               |
| D     | Deuil-Garges         | 2e groupe B      | 36     | +108               |

Lors de cette phase finale, il n'y a pas de match nul possible. Ainsi, une prolongation de 10 minutes en mort subite est disputée si nécessaire. Si aucun but n'est marqué dans cette mort subite, une séance de tirs au but est alors disputée.

#### Résultats
| 1er avril 2016 | Montpellier | 4-2 (0-0, 2-0, 2-2) | Châlons-en-Champagne | Patinoire Végapolis 650 spectateurs |

| Feuille de match | Feuille de match | Feuille de match        | Feuille de match                                                         | Feuille de match                                                             |
| ---------------- | --- | ----------------------- | ------------------------------------------------------------------------ | ---------------------------------------------------------------------------- |
|                  | Mokry (Janečka) — 25 min 32 s Ozorak (Daniličs) — 34 min 56 s - Saunier (Yon) — 45 min 32 s Ozorak (Pichard, Daniličs) — 55 min 30 s - | 1-0 2-0 2-1 3-1 4-1 4-2 | - Lohou (Delaunois) — 43 min 56 s (SN) - Hanes (Delaunois) — 58 min 34 s | Arbitrage : Adrian Popa Juges de lignes : Alexia Cheyroux et Olivier Salicio |
| Božík            | Gardiens | Bachan                  |                                                                          | Arbitrage : Adrian Popa Juges de lignes : Alexia Cheyroux et Olivier Salicio |
| 32 min           | Pénalités | 14 min                  |                                                                          | Arbitrage : Adrian Popa Juges de lignes : Alexia Cheyroux et Olivier Salicio |
|                  | |                         |                                                                          | Arbitrage : Adrian Popa Juges de lignes : Alexia Cheyroux et Olivier Salicio |

| 1er avril 2016 | Valenciennes | 4-5 (TB) (0-1, 2-1, 2-2, 0-0, 0-1) | Deuil-Garges | Patinoire Végapolis 250 spectateurs |

| Feuille de match | Feuille de match | Feuille de match                    | Feuille de match | Feuille de match                                                                          |
| ---------------- | --- | ----------------------------------- | --- | ----------------------------------------------------------------------------------------- |
|                  | - Trambouze (Leclère) — 22 min 12 s - Delbecque — 31 min 20 s - Selin (Janos) — 48 min 11 s (SN) Delbecque (Selin) — 48 min 33 s - | 0-1 1-1 1-2 2-2 2-3 2-4 3-4 4-4 4-5 | Mikula (Aurouzé, Ilczyszyn) — 19 min 38 s (SN) - Mikula (Vial, Aurouzé) — 24 min 35 s - Cousin (Ilczyszyn, Mikula) — 45 min 6 s (SN) Vial (Douville) — 45 min 52 s - Garaud — 70 min (TB) | Arbitrage : Laurent Vaissaire Juges de lignes : Nicolas Constantineau et Frédéric Hemmery |
| Glevanak         | Gardiens | Kiss                                | | Arbitrage : Laurent Vaissaire Juges de lignes : Nicolas Constantineau et Frédéric Hemmery |
| 39 min           | Pénalités | 14 min                              | | Arbitrage : Laurent Vaissaire Juges de lignes : Nicolas Constantineau et Frédéric Hemmery |
|                  | |                                     | | Arbitrage : Laurent Vaissaire Juges de lignes : Nicolas Constantineau et Frédéric Hemmery |

| 2 avril 2016 | Châlons-en-Champagne | 7-3 (3-1, 2-1, 2-1) | Deuil-Garges | Patinoire Végapolis 300 spectateurs |

| Feuille de match | Feuille de match | Feuille de match                        | Feuille de match                                                                                   | Feuille de match                                                                   |
| ---------------- | --- | --------------------------------------- | -------------------------------------------------------------------------------------------------- | ---------------------------------------------------------------------------------- |
|                  | - Molmy (Matejka, Houque) — 13 min 24 s (SN) Kubovčík (Matejka) — 15 min 5 s (SN) Houque (Matejka, Kubovčík) — 19 min 26 s (2 SN) Delaunois (Hanes) — 24 min 46 s (SN) - Houque (Kubovčík) — 36 min 3 s Houque (Molmy) — 47 min 34 s (SN) Kubovčík (Terrenoire) — 57 min 7 s - | 0-1 1-1 2-1 3-1 4-1 4-2 5-2 6-2 7-2 7-3 | Garaud (Papp, Petroni) — 12 min 4 s (SN) - Mikula — 30 min 48 s (SN) - Papp (Cousin) — 58 min 22 s | Arbitrage : Adrian Popa Juges de lignes : Alexia Cheyroux et Nicolas Constantineau |
| Bachan           | Gardiens | Kiss                                    | | Arbitrage : Adrian Popa Juges de lignes : Alexia Cheyroux et Nicolas Constantineau |
| 26 min           | Pénalités | 88 min                                  | | Arbitrage : Adrian Popa Juges de lignes : Alexia Cheyroux et Nicolas Constantineau |
|                  | |                                         | | Arbitrage : Adrian Popa Juges de lignes : Alexia Cheyroux et Nicolas Constantineau |

| 2 avril 2016 | Montpellier | 5-4 (3-2, 1-1, 1-1) | Valenciennes | Patinoire Végapolis 1 000 spectateurs |

| Feuille de match | Feuille de match | Feuille de match                    | Feuille de match | Feuille de match                                                                    |
| ---------------- | --- | ----------------------------------- | --- | ----------------------------------------------------------------------------------- |
|                  | - Saunier (Janečka, Bohin) — 14 min 45 s Daniličs (Ozorak) — 15 min 37 s Daniličs — 18 min 54 s (IN) Bohin — 29 min 24 s (SN) - Janečka — 47 min 23 s - | 0-1 0-2 1-2 2-2 3-2 4-2 4-3 5-3 5-4 | Prokop (Matej) — 5 min 38 s (SN) Lageard (Prokop) — 12 min 13 s - Clancy (Matej) — 33 min 49 s - Delbecque — 54 min 15 s (SN) | Arbitrage : Laurent Vaissaire Juges de lignes : Frédéric Hemmery et Olivier Salicio |
| Božík            | Gardiens | Glevanak                            | | Arbitrage : Laurent Vaissaire Juges de lignes : Frédéric Hemmery et Olivier Salicio |
| 26 min           | Pénalités | 57 min                              | | Arbitrage : Laurent Vaissaire Juges de lignes : Frédéric Hemmery et Olivier Salicio |
|                  | |                                     | | Arbitrage : Laurent Vaissaire Juges de lignes : Frédéric Hemmery et Olivier Salicio |

| 3 avril 2016 | Montpellier | 2-4 (0-2, 1-2, 1-0) | Deuil-Garges | Patinoire Végapolis |

| Feuille de match | Feuille de match                                                                                  | Feuille de match        | Feuille de match | Feuille de match                                                                    |
| ---------------- | ------------------------------------------------------------------------------------------------- | ----------------------- | --- | ----------------------------------------------------------------------------------- |
|                  | - Daniličs (Ozorak, Coley) — 23 min 44 s (SN) - Michalovic (Daniličs, Janečka) — 43 min 12 s (SN) | 0-1 0-2 0-3 1-3 1-4 2-4 | Gumucio (Le Duff, Dana) — 7 min 32 s (SN) Mikula (Cousin) — 12 min 42 s Mikula (Aurouzé) — 21 min 51 s (IN) - Mikula (Jeannin) — 31 min 37 s (SN) - | Arbitrage : Laurent Vaissaire Juges de lignes : Frédéric Hemmery et Alexia Cheyroux |
| Jeanpierre       | Gardiens                                                                                          | Kiss                    | | Arbitrage : Laurent Vaissaire Juges de lignes : Frédéric Hemmery et Alexia Cheyroux |
| 18 min           | Pénalités                                                                                         | 12 min                  | | Arbitrage : Laurent Vaissaire Juges de lignes : Frédéric Hemmery et Alexia Cheyroux |
|                  |                                                                                                   |                         | | Arbitrage : Laurent Vaissaire Juges de lignes : Frédéric Hemmery et Alexia Cheyroux |

| 3 avril 2016 | Valenciennes | 2-7 (2-1, 0-3, 0-3) | Châlons-en-Champagne | Patinoire Végapolis 300 spectateurs |

| Feuille de match | Feuille de match                                                                                        | Feuille de match                    | Feuille de match | Feuille de match                                                                   |
| ---------------- | --- | ----------------------------------- | --- | ---------------------------------------------------------------------------------- |
|                  | - Delbecque (Harmegnies, Leclère) — 14 min 54 s (SN) Lageard (Trambouze, De Gubernatis) — 15 min 14 s - | 0-1 1-1 2-1 2-2 2-3 2-4 2-5 2-6 2-7 | Paroissien (Hanes) — 8 min 45 s (SN) - Delaunois (Hanes) — 25 min 44 s Houque (Matejka) — 29 min 4 s (2 SN) Lohou (Molmy, Kubovčík) — 30 min 39 s (SN) Matejka (Lohou, Kubovčík) — 47 min 50 s Houque — 53 min 44 s (IN) Delaunois (Hanes) — 58 min 5 s (SN) | Arbitrage : Adrian Popa Juges de lignes : Olivier Salicio et Nicolas Constantineau |
| Glevanak         | Gardiens                                                                                                | Bachan                              | | Arbitrage : Adrian Popa Juges de lignes : Olivier Salicio et Nicolas Constantineau |
| 60 min           | Pénalités                                                                                               | 20 min                              | | Arbitrage : Adrian Popa Juges de lignes : Olivier Salicio et Nicolas Constantineau |
|                  | |                                     | | Arbitrage : Adrian Popa Juges de lignes : Olivier Salicio et Nicolas Constantineau |

#### Classement
| Clt   | Équipe               | PJ | V | VP | D | DP | BP | BC | Diff | Pts |
| ----- | -------------------- | -- | - | -- | - | -- | -- | -- | ---- | --- |
| +001, | Montpellier          | 3  | 2 | 0  | 1 | 0  | 11 | 10 | +1   | 6   |
| +002, | Châlons-en-Champagne | 3  | 2 | 0  | 1 | 0  | 16 | 9  | +7   | 6   |
| +003, | Deuil-Garges         | 3  | 1 | 1  | 1 | 0  | 12 | 13 | -1   | 5   |
| +004, | Valenciennes         | 3  | 0 | 0  | 2 | 1  | 10 | 17 | -7   | 1   |

- Barrage face au perdant du play-down de Division 2